# United States Army
Ne doit pas être confondu avec Forces armées des États-Unis.
L'United States Army, ou en français l’Armée de terre des États-Unis, souvent abrégée en « US Army » (abréviation écrite en anglais « U.S. Army »), est l’armée de terre des États-Unis. Elle est l'une des six branches des Forces armées des États-Unis.

## Historique
Le Congrès continental crée l'armée continentale (la « Continental Army ») le 14 juin 1775 avant la création officielle des États-Unis pour s'opposer à la métropole britannique durant la guerre d'indépendance des États-Unis. Après la guerre et la dissolution de l'armée continentale, le Congrès des États-Unis crée l'Armée des États-Unis (« United States Army ») le 3 juin 1784, armée qui sera sous le contrôle du département de la Guerre. En 1947, avec le National Security Act est créé le département de la Défense des États-Unis qui fait passer sous son autorité le département de la Guerre devenu département de l'Armée qui passera, comme le département de la Marine et le tout juste créé département de la Force aérienne sous la direction du département de la Défense.
L'Armée de terre des États-Unis ne doit pas être confondue avec le Corps des Marines qui, aux États-Unis, constitue une force armée à part entière.

### XIXesiècle
Les effectifs de l’US Army en temps de paix seront très modestes par rapport à la population du pays jusqu'au milieu du XXe siècle. Trois ans après la guerre de 1812 contre l'Empire britannique, l'US Army ne comptait que 5 000 hommes. En 1860, elle était composée de 16 637 militaires d'active. Durant la guerre de Sécession, les effectifs vont jusqu'à un million d'hommes en 1865.
En 1882, à l'époque de la conquête de l'Ouest et des guerres indiennes, on compte 25 000 hommes répartis entre vingt-cinq régiments d'infanterie (dont deux composés d'Afro-Américains, les Buffalo Soldiers), dix de cavalerie, cinq d'artillerie et les services annexes. L'US Army recrute au moyen d'engagements volontaires, contractés pour cinq ans.
Lors de la guerre hispano-américaine de 1898, la mobilisation et la mise sur pied de guerre des forces sont chaotiques et malgré le courage des volontaires qui affrontent l'armée espagnole, c’est en fait l'US Navy qui est déterminante dans la victoire, en coulant la flotte adverse, coupant ainsi les lignes de ravitaillement espagnols. À la suite de ce conflit, l'US Army et l'US Marine Corps sont confrontés durant la guerre américano-philippine à une dure guérilla aux Philippines jusqu'en 1902, mais des escarmouches se poursuivent jusqu'en 1913. Les pertes humaines seront de 4 324 militaires américains (dont 1 000 à 1 500 au combat) et 2 000 policiers philippins de la nouvelle administration, contre 16 000 à 20 000 militaires et guérilleros, auxquels il faut ajouter de 250 000 à 1 000 000 de civils, victimes directes ou indirectes de ce conflit.

### Première Guerre mondiale

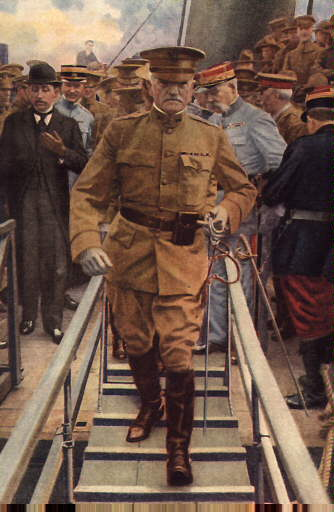
Le général John Pershing.

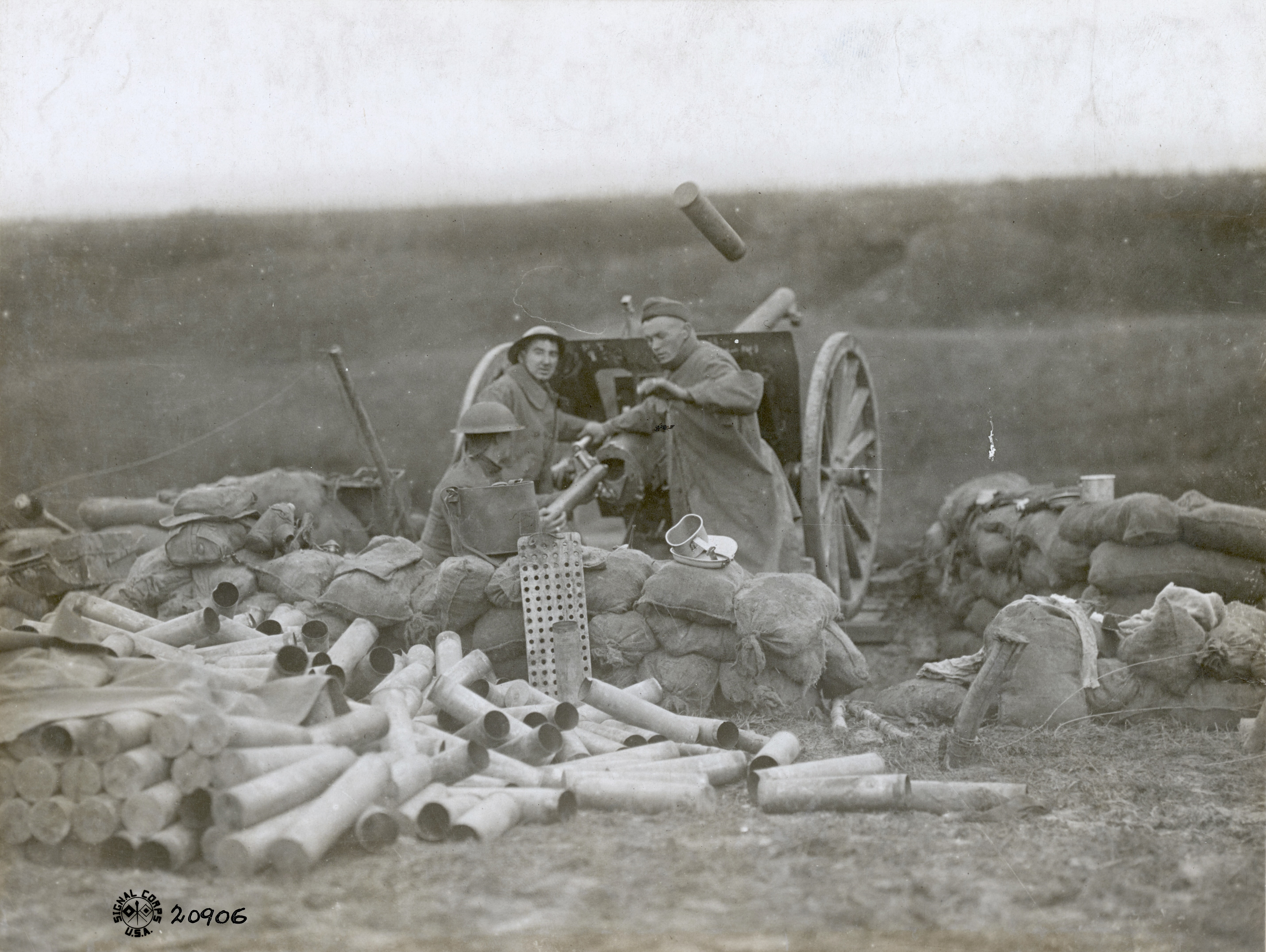
Premier tir américain sur le front lorrain, le 9 février 1918 près de Beaumont (France). La douille éjectée est encore en l'air qu'un nouvel obus est déjà introduit dans le canon. Ce canon de 75 pouvait tirer 6 à 20 obus par minute. Chaque obus à balles contenait 280 billes de plomb.

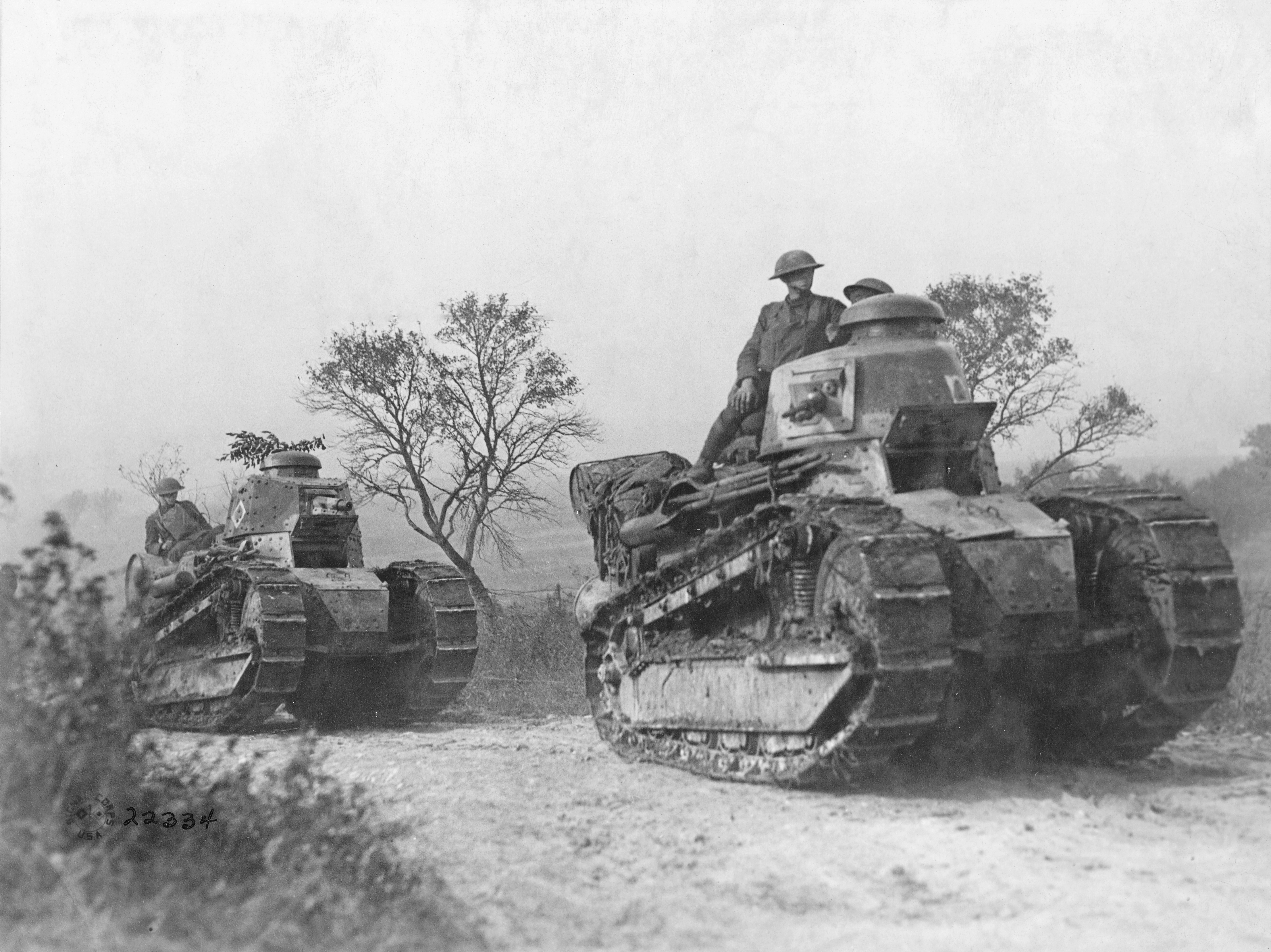
Troupes américaines sur des chars FT allant sur l'Argonne en 1918.

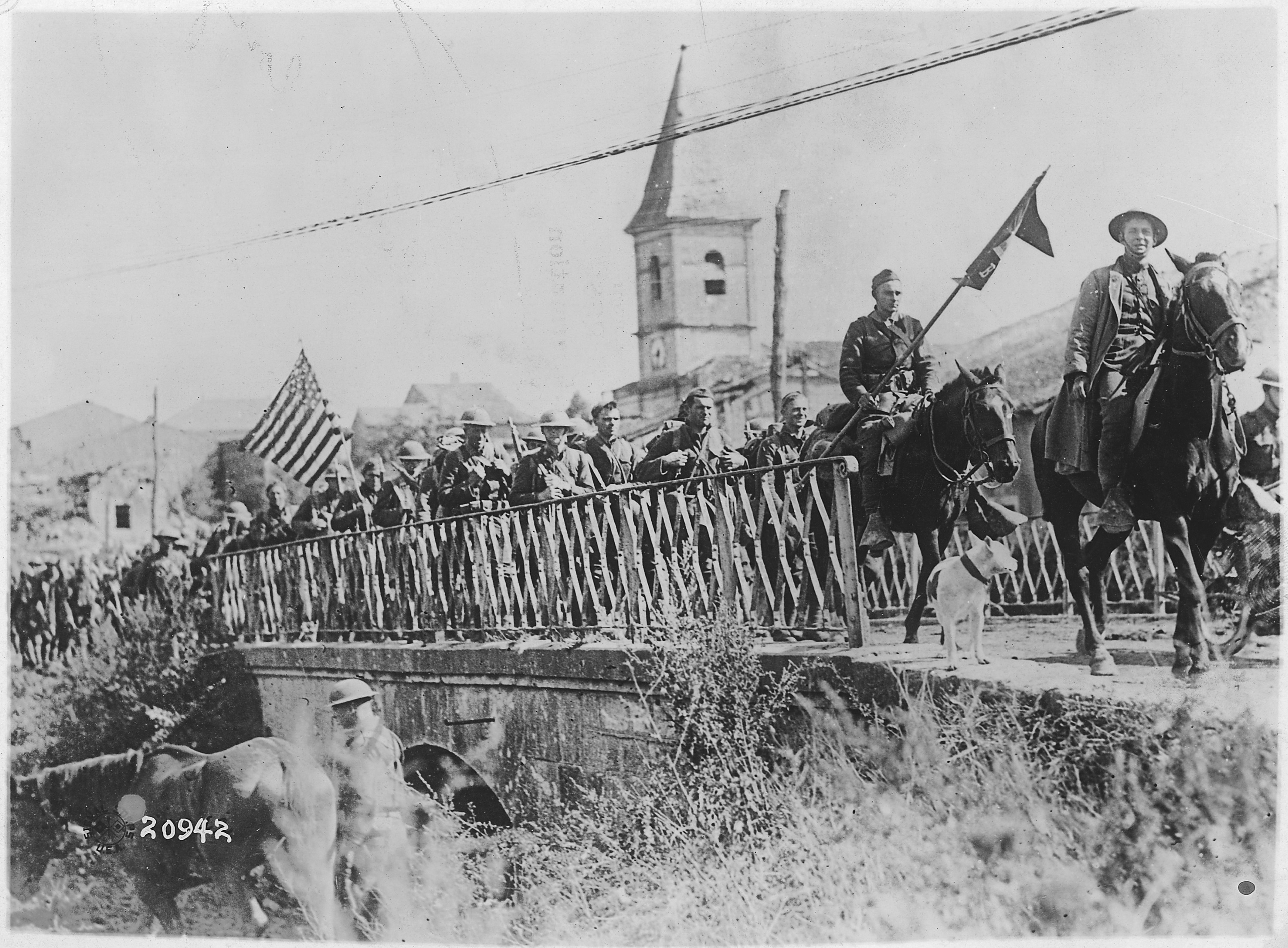
Unité de la 129th Machine gun Battalion, 35th Division durant la bataille de Saint Mihiel.

Lorsque la Première Guerre mondiale éclata en 1914 en Europe, l'armée ne dispose que de 3 divisions d'infanterie, une de cavalerie auxquelles il faut rajouter une brigade d'infanterie stationnée à Hawaï, soit 75 000 hommes.
En 1916, le National Defense Act prévoit une augmentation des effectifs jusqu'à 175 000 hommes assortie de la création de 7 régiments supplémentaires.
Cette armée n'a toutefois rien d'un corps d'élite bien équipé. Les dotations en matériel moderne sont timides et tardives. Ainsi, entre 1896 et 1916, le Congrès n'octroie qu'une ligne de crédit annuelle de 150 000 dollars américains pour l'achat de mitrailleuses. Ce chiffre passera du jour au lendemain à 12 millions fin 1916 quand la guerre fut inévitable. D'ailleurs peu habituée à de tels moyens, l'armée se donnera une dizaine de mois pour choisir son matériel. En matière d'aviation également, avec une enveloppe budgétaire de 450 000 dollars américains, les 5 années qui précédèrent l'entrée en guerre virent un effort dérisoire en ce domaine par rapport aux armées européennes qui en France et Allemagne consacrèrent 40 fois plus d'effort en ce domaine.
En mai 1917, l'armée américaine ne disposait que de 600 000 fusils, 2 000 mitrailleuses et 900 pièces d'artillerie de campagne. Au niveau motorisation, l'US Army disposait en avril 1917 d'un peu plus de 3 000 camions, en avait 85 000 fin 1918 et plus de 100 000 autres devaient entrer en service d'ici juillet 1919. Des véhicules furent fournis en nombre aux Alliés par l'industrie automobile américaine de loin alors plus puissante du monde, ainsi le Corps expéditionnaire britannique avait à la fin de cette guerre 18 984 ambulances et camions dérivés de la Ford T.
Lorsque l'Empire allemand reprend sa guerre sous-marine à outrance au début de 1917 et commence à couler des navires américains, les États-Unis entrent dans le conflit le 6 avril 1917 par une déclaration de guerre du Congrès des États-Unis. La guerre est votée par 373 voix contre 50. Le président Wilson proclame alors : « L'Amérique doit donner son sang pour les principes qui l'ont fait naître ».
Leur engagement tardif et laborieux fut cependant massif. La participation américaine à la guerre devient effective avec l'arrivée le 13 juin 1917 du général John Pershing et de son état-major qui vont commander l'American Expeditionary Force, le Corps expéditionnaire américain envoyé en Europe qui préfigure déjà l'immense capacité de mobilisation dont dispose le pays, pour peu qu'il se décide à la mettre en œuvre et qu'on lui laisse le temps de se préparer.
Afin de renforcer le moral allié, un petit contingent symbolique fut envoyé en France qui débarqua le 26 juin 1917 à Saint-Nazaire. Les chefs militaires français et anglais souhaitaient amalgamer les soldats américains dans les différentes armées existantes mais le général Pershing insista vigoureusement pour que le corps expéditionnaire demeurât une entité indépendante et dès le 21 octobre, les 14 500 hommes de la 1re division d'infanterie américaine furent affectés à un secteur relativement calme du front, près de Toul.
Les premiers enterrements de soldats américains tombés sur le sol de France eurent lieu le 4 novembre 1917.
Les résultats obtenus dans les transports de troupes américaines assurés par la Cruiser and Transport Force, depuis l'entrée en guerre des États-Unis jusqu'en mars 1918, avaient été faibles. Au 16 mars, à la veille de la première offensive allemande, ces troupes ne comptaient en France que 255 744 hommes dont 157 420 combattants. Au début de mai, l'appui que l'armée américaine est à même de donner aux armées de l'Entente reste encore très limité. Une seule de ses divisions (la 1re), en ligne sur le front de Picardie est considérée comme apte à participer à une grande bataille; trois autres (les 2e, 26e et 42e) tiennent des secteurs calmes en Lorraine où elles complètent leur instruction d'une durée de cinq mois. À ces quatre unités s'ajoutent : la 32e division, dont les régiments sont dispersés au long des voies de communication, et les 3e et 5e divisions, en cours de débarquement. Ces trois divisions, partiellement instruites aux États-Unis, doivent achever leur formation sur des fronts calmes et dans des camps. Enfin, quatre régiments d'infanterie noire, en cours de transport, seront, au fur et à mesure de leur arrivée, mis à la disposition du général Pétain, pour être rattachés à de grandes unités françaises. Le 24 avril, le général Pétain a fait connaître au général Foch qu'il estimait les 2e, 26e et 42e divisions américaines suffisamment instruites pour pouvoir participer à la "noria" générale, comme la 1re. Il a demandé, d'autre part, que l'envoi sur le front des 32e, 3e et 5e divisions fût hâté le plus possible. Grâce à l'appoint du tonnage britannique, la situation des transports américains va rapidement s'améliorer, dès le mois de mai. Alors que les effectifs transportés en mars et en avril avaient été respectivement de 64 200 et 93 128 hommes, ils s'élèvent en mai à 206 287 hommes, dont 176 602 combattants, parmi lesquels 140 024 appartiennent à l'infanterie.
D'autre part, les progrès réalisés dans l'instruction des troupes aux États-Unis laissent espérer qu'on pourra bientôt tabler sur des délais moins longs entre le débarquement des unités et leur emploi sur le front. Pour aider à cette évolution, le gouvernement français décide, le 19 mai, d'envoyer aux États-Unis le général Berthelot avec mission d'examiner les conditions dans lesquelles pourraient être augmentés les moyens d'instruction mis par la France à la disposition du gouvernement fédéral.
À la fin du mois de mai, la situation des forces américaines en France est la suivante :
- deux divisions (1re et 2e), aptes à participer à des batailles, sont en Picardie, à la disposition du commandement français ;
- trois divisions (26e, 32e et 42e) sont dans les secteurs calmes sur le front du groupe d'armées de l'Est ;
- deux divisions (3e et 5e) ont achevé leurs débarquements ;
- cinq divisions (4e, 28e, 30e, 35e et 82e) sont en cours de débarquement ;
- quatre divisions (27e, 33e, 78e et 80e) sont en cours de transport ;
- une division de dépôt (41e) est débarquée ;
- enfin, les quatre régiments d'infanterie noire ont été mis à la disposition du commandement français et complètent leur instruction[6].

Lors de la grande offensive de l'armée allemande en mars 1918, la gravité de la situation militaire aboutit à confier au général Ferdinand Foch le 3 avril « la direction stratégique des opérations militaires » puis, le 17 avril, le titre de « général en chef des armées alliées ».
Pershing mit donc à sa disposition les quatre divisions alors présentes et la première participation active de celles-ci eut lieu le 28 mai 1918 quand le 28e régiment de la 1re division fut engagé près de la petite ville de Cantigny au sud-est d'Amiens.
Cette unité prit la ville et la défendit contre sept contre-attaques allemandes, cette action contribua à montrer aux Allemands qu'ils avaient tort de voir dans ces civils en uniformes « une simple troupe d'amateurs ».
Le 31 mai 1918, lors de la seconde bataille de la Marne, la 2e division d'infanterie et des régiments de Marines renforcèrent les troupes coloniales françaises dans le secteur de Château-Thierry, elles repoussèrent les Allemands de l'autre côté de la Marne et chassèrent l'ennemi du bois Belleau entre les 6 et 25 juin.
Le 15 juillet, le généralissime allemand Erich Ludendorff tenta une fois encore d'arracher la victoire, cette fois en Champagne, entre Reims et l'Argonne. 85 000 Américains participèrent à la contre-offensive déclenchée dès le 18 juillet qui obligea les forces allemandes à se replier jusqu'à la Vesle.
Le 10 août 1918, Foch autorisa la constitution de la 1re armée américaine forte de 550 000 hommes qui se virent assigner la partie du front correspondant au saillant allemand de Saint-Mihiel, au sud-est de Verdun.
En août 1918, l'armée américaine en France représente 32 divisions qui ne sont pas toutes opérationnelles. En 1917, les divisions françaises, britanniques et allemandes comptaient toutes environ 12 000 hommes. Les divisions du corps expéditionnaire comptaient environ 27 000 hommes en moyenne ; si l'on y ajoute le personnel logistique et de soutien, elles arrivaient à 40 000. L'organisation de la division du corps expéditionnaire a été décidée après une étude d'envergure considérable, comprenant des visites aux états-majors britannique et français, afin de leur demander conseil. Les alliés recommandaient ce que l'on appelait la grande division. S'ils ne l'utilisaient pas eux-mêmes, c'était qu'ils manquaient de personnel. Une autre considération était la difficulté prévisible de trouver dans les rangs américains des officiers de commandement et d'état-major en quantité suffisante pour le grand nombre d'unités qu'il allait falloir organiser, le plus souvent à partir de zéro. Si les divisions américaines avaient été de la taille de celles des alliés, il aurait fallu trouver deux fois plus d'officiers d'état-major, et ceux-ci faisaient défaut.
Le 12 septembre, cette armée, appuyée par quelques unités françaises se lança à l'assaut. En trois jours, elle fit 16 000 prisonniers et captura 440 canons en réduisant cette tête de pont.
Le 26 septembre 1918, Pershing, qui avait maintenant 1 200 000 hommes, 2 417 canons et 324 chars à sa disposition, lança ses forces entre Meuse et Argonne sur un front de 24 kilomètres, dans le cadre de la vaste offensive Meuse-Argonne lancée tout le long du front entre Verdun et Ypres. Il s'agissait pour les Américains d'aller en direction de Sedan et d'essayer de couper la ligne de chemin de fer Mézières-Metz. Il faut signaler que cette opération a mis en désordre tous les projets d'entraînement du corps expéditionnaire ; des hommes enrôlés depuis seulement six semaines se trouvaient précipités sur le front.

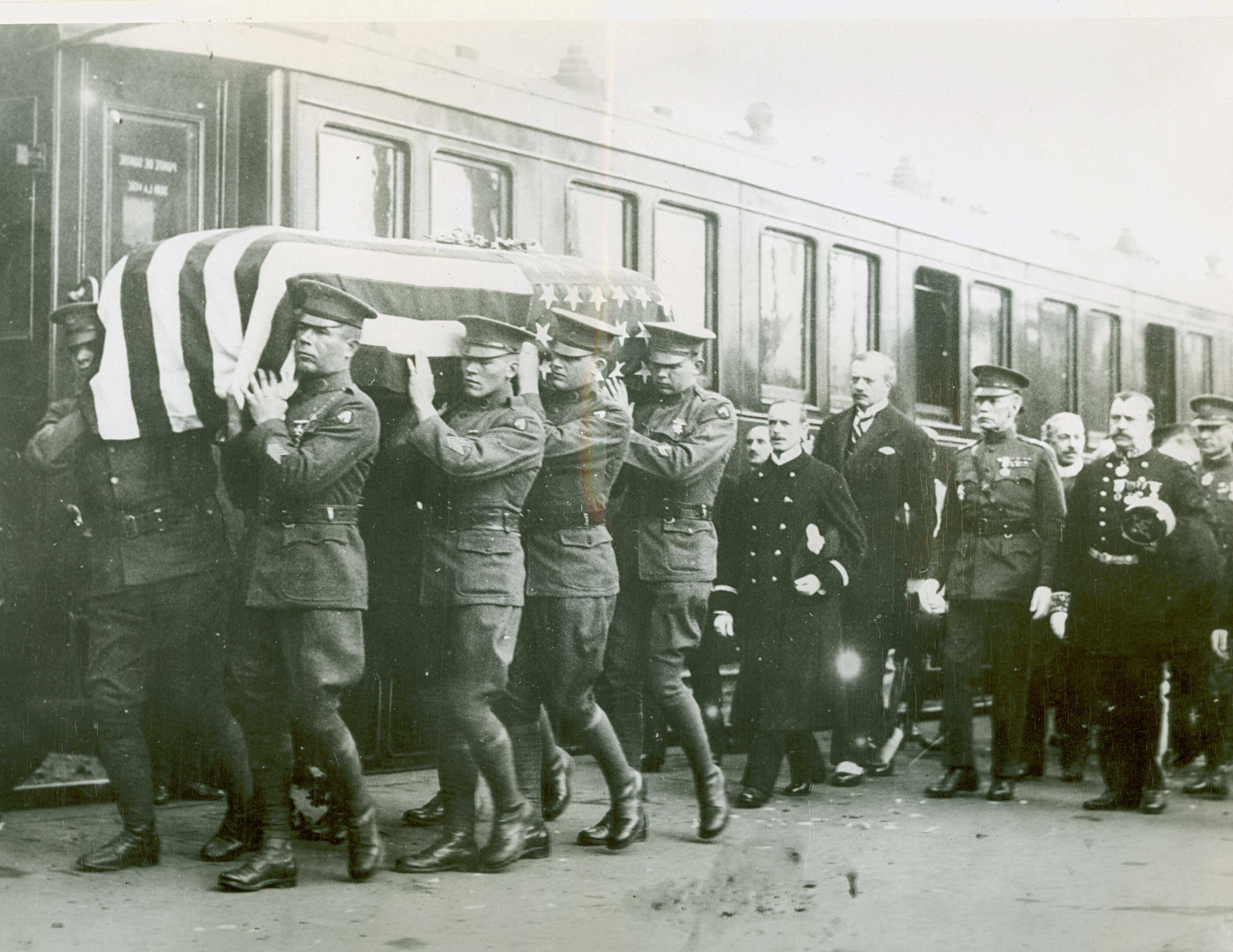
Rapatriement du corps du soldat inconnu américain à bord d'un train en France en 1921.

Elles bousculèrent, sans égard à leur énormes pertes, les Allemands contre qui elles s'élancèrent à découvert en formations serrées ; Les lignes allemandes commencèrent à se désintégrer le 1er novembre lorsque les troupes américaines, épuisées, reprirent leur avance et eurent recours, pour la première fois, à 36 000 obus de gaz de combat et des canons de marine tirant des obus d'une demi-tonne ; le 7, les Américains entraient dans les faubourgs de Sedan, établissaient des têtes de ponts sur la rive droite de la Meuse et coupaient le chemin de fer vital pour la logistique allemande.
Le 9 novembre, le régime impérial allemand s'écroula et, le 11 novembre 1918, l'armistice fut signé.
Le 11 novembre 1918, 3,8 millions d'Américains étaient sous les drapeaux et plus de deux millions de Sammies étaient en Europe continentale.
Les forces américaines ont contribué plus modestement que les autres alliés à la victoire si l'on considère qu'elles n'ont perdu que 116 000 hommes (53 000 tués au combat et 63 000 morts accidentelles ou maladies) et eurent 206 000 blessés alors que l'armée française eut 1 385 000 tués, mais ils sont arrivés juste à temps pour les aider à supporter la dernière grande offensive allemande.
Au début de cette offensive, le 1er avril 1918, l'armée allemande avait sur le front de l'Ouest une supériorité numérique de 324 000 hommes. À partir de juin, l'arrivée massive des troupes américaines permit de faire pencher la balance et en novembre, les Alliés et Associés dépassaient leurs adversaires de 600 000 hommes.

### Entre-deux-guerres

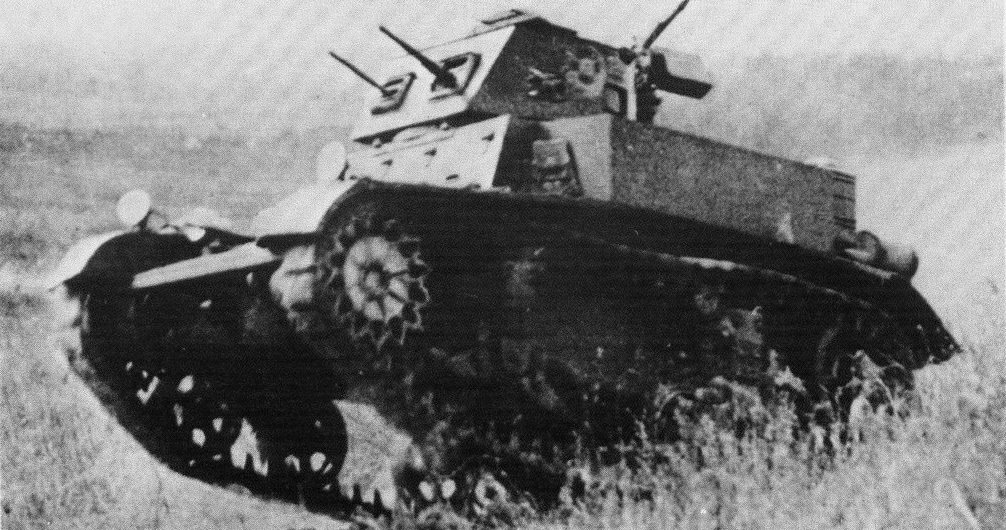
Le M1 Combat Car ; ce char léger a été construit à seulement 89 exemplaires entre 1935 et 1940 ; il était armé d'un mitrailleuse de 12.7 mm et d'une autre de 7,62 ; c’était aussi le premier char construit aux États-Unis à l'issue de la Première Guerre mondiale.

En 1919, la Westerveldt Board remit son rapport concernant les besoins futurs de l'artillerie. Il sera une des bases du développement de cette arme pendant la Seconde Guerre mondiale.
En 1939, l'armée disposait de 6 divisions d'active et se situait au 17e rang mondial, derrière l'armée roumaine. Après l'invasion de la Pologne par l'Allemagne, on assista à une semi-mobilisation et les effectifs sont multipliés par huit tandis que trente-trois divisions sont mises sur pied entre 1939 et 1941, parmi lesquelles cinq divisions blindés, dont les deux premières de ce genre aux États-Unis en 1940.

### Seconde Guerre mondiale
Lors de l'attaque de Pearl Harbor fin 1941, l'US Army compte dans ses rangs 1 600 000 hommes. Cette attaque, « marquée du sceau de l'infamie » (F. D. Roosevelt) plonge précipitamment les États-Unis dans la Seconde Guerre mondiale. L'armée américaine adopte d'abord une posture défensive lors du début des campagnes du Pacifique, avec la prise des Philippines par l'armée impériale japonaise, puis passe à l'offensive avec son premier grand débarquement lors de l'opération Torch fin 1942, durant la guerre du désert en Afrique du Nord. La majorité des forces américaines étaient dirigées vers le théâtre d'opération Europe/Atlantique dans le cadre de la stratégie L'Allemagne d'abord.
Le président Roosevelt entend bâtir l’arsenal des démocraties pour équiper l'armée américaine et ses Alliés ; afin de doter d'équipement l'armée de terre et les autres corps, un complexe militaro-industriel sans égal en volume, et pérenne, se met en place.
Sur le front européen, l'US Army débarque avec les Alliés d'abord en Italie en 1943. En 1944, sa grande opération est l'opération Overlord en Normandie, qui, combinée avec l'opération Anvil Dragoon en Provence, permet la libération en quelques mois de la France et d'une partie du Benelux. L'opération Market Garden aéroportée aux Pays-Bas est un échec, puis la contre-attaque allemande lors de la bataille des Ardennes fin décembre 1944 retarde l'offensive finale en Allemagne qui, après la jonction des Alliés occidentaux et de l'Armée rouge sur l'Elbe le 25 avril 1945, capitule avec la chute de Berlin le 8 mai 1945.
Sur le front du Pacifique, de multiples débarquements sanglants en association avec l'US Marine Corps permirent de reprendre les territoires perdus, de grignoter les défenses de l'empire du Japon et de se rapprocher de sa métropole. Alors que l'on préparait une gigantesque opération sur le sol de l'archipel japonais, les bombardements atomiques d'Hiroshima et Nagasaki combinés avec l'entrée en lice de l'URSS dans cette campagne firent finalement capituler le gouvernement japonais le 15 août 1945.

### Guerre froide
Au lendemain de la Seconde Guerre, des troupes sont dans la Zone d'occupation américaine en Allemagne, dans celle situé en Autriche jusqu'en 1955, occupent le Japon et le Sud de la Corée. Les premières bases permanentes américaines en Europe de l’Ouest et en Asie seront sur les lignes de front de la guerre froide face au bloc communiste.
Au déclenchement de la guerre de Corée en 1950, l'effectif était retombé à 550 000 hommes.
Durant la fin des années 1960, la guerre du Vietnam accaparait la majorité des grandes unités de l'armée régulière. En avril 1968, sur quatre divisions blindées, deux sont stationnées en Allemagne de l'Ouest avec deux autres destinées à renforcer l’Europe. Sur treize divisions d'infanterie, sept étaient au Sud Viêt Nam, deux en Corée du Sud, deux en Allemagne de l'Ouest et deux aux États-Unis (une destinée au renfort pour l’Europe et la seconde au renfort pour le Sud-Vietnam). Sur les deux divisions aéroportées, une était dans le sud du Vietnam et une aux États-Unis (avec une brigade au Sud-Vietnam). Sur les cinq régiments de cavalerie blindée, un était dans le sud du Vietnam, trois en Allemagne de l'Ouest et un aux États-Unis destiné à renforcer l’Europe. Une brigade blindée était aux États-Unis destinée à l’Europe. Une brigade aéroportée était au Sud-Vietnam.
Lors de la fin de la guerre froide, au moment de la guerre du Golfe en 1991, ses effectifs étaient de 711 000.
En 1990, l'US Army comptait 18 divisions d'active :
Divisions blindées (Armored Divisions)
- 1st Armored Division
- 2nd Armored Division
- 3rd Armored Division
- 4th Armored Division (dissoute en 1992)

Divisions d'infanterie mécanisée (Mechanized Infantry Divisions)
- 1st Infantry Division (Mechanized)
- 3rd Infantry Division (Mechanized)
- 4th Infantry Division (Mechanized)
- 5th Infantry Division (Mechanized) (dissoute en 1992)
- 8th Infantry Division (Mechanized) (dissoute en 1992)
- 9th Infantry Division (Motorized) (dissoute en 1991)

Divisions d'infanterie légère (Light Infantry Divisions)
- 6th Infantry Division (Light) (dissoute en 1994)
- 7th Infantry Division (Light) (dissoute en 1994)
- 10th Mountain Division (Light Infantry)
- 25th Infantry Division (Light)

Divisions aéroportées (Airborne Divisions)
- 82nd Airborne Division
- 101st Airborne Division (Air Assault)

Division de cavalerie
- 1st Cavalry Division

### Après-guerre froide et la guerre contre la terreur
À la suite des opérations de longue haleine en cours dans le cadre de la guerre contre le terrorisme depuis le 11 septembre 2001 et du besoin accru de forces au sol pour « tenir » le terrain dans les guerres d'Irak et d'Afghanistan, la baisse des effectifs depuis la fin de la Guerre froide est enrayée. En 2009, il y a 547 400 militaires
Il est prévu que la taille de l'Armée de terre soit portée de façon temporaire à 569 000 personnes vers 2010.
Les composantes d’active et de réserve de l’US Army portent la plus grande part de l'effort de guerre américain des années 2010. En avril 2007, l'extension des déploiements a été portée à quinze mois au lieu de douze. Ce mouvement est appelé « Prudent Management » par le secrétaire à la Défense.
En septembre 2007, environ 122 000 soldats de l'Army étaient en Irak dans le cadre de la coalition militaire en Irak, et 18 000 sont aux côtés de forces de l'OTAN en Afghanistan. Environ 1,4 million de personnels d'active et de réserve ont participé à des opérations de combat. 72 % des pertes parmi les forces armées des États-Unis dans la guerre en Irak au 1er mars 2008 ont été subies par cette arme.
Au 11 avril 2009, on compte 512 morts et 2 301 blessés dans ses rangs dans le cadre de l'opération Enduring Freedom essentiellement en Afghanistan, et 3 103 morts et 21 554 blessés en Irak. Fin 2011, alors que les dernières forces américaines ont quitté l'Irak, on compte 3 233 tués dont 2 535 au combat et 22 217 blessés pour le conflit irakien. Les pertes humaines durant l'opération Enduring Freedom s'élevant au 5 décembre 2011 à 1 279 tués dont 1 029 au combat et 10 212 blessés.
En 2015, son effectif est d'environ 490 000 personnels d'active dont 28 % assigné à des formations de combat. Il a baissé de 42 000 personnes en 2 ans. Son budget est à cette date de 127 milliards de dollars.

## Organisation générale

Drapeau de l'Armée de terre des États-Unis.

Le Chief of Staff of the United States Army (chef d'état-major de l'Armée de terre) est membre du Joint Chiefs of Staff (Comité des chefs d’états-majors interarmes). En raison des transformations en cours dans l'US Army pour une plus grande flexibilité, les renseignements ci-dessous peuvent être obsolètes. En effet, la réorganisation dans les années 2000 de l’US Army passe d’une structure fondée depuis la Seconde Guerre mondiale sur de larges divisions en une force active de 117 brigades modulaires – 42 Brigade Combat Teams et 75 brigades de soutien.
L’US Army comprend plusieurs composantes :
- la force active regroupe les forces professionnalisées depuis 1973, elle comprenait 487 000 personnes en 2002, contre 711 000 en 1991.
- la Garde nationale des États-Unis (ARNG) est la branche des armées américaines qui rassemble les citoyens réservistes à temps partiel. L’US Army dispose donc d’une composante ARNG, au même titre que l’US Air Force et que l’US Navy. Elle comptait 350 000 personnes en 2002.

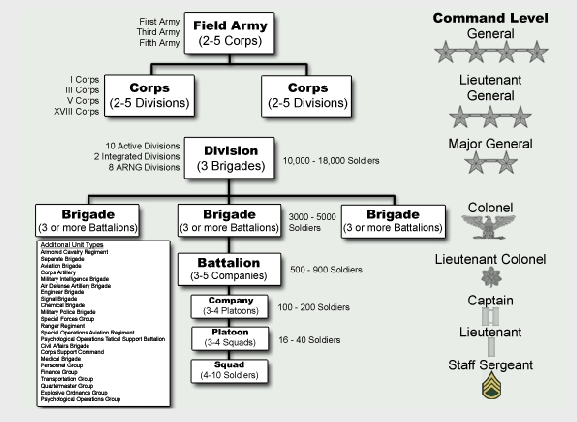
Diagramme opérationnel des unités de l'US Army jusqu'en 2006.

- la United States Army Reserve (USAR) fournit les échelons de réserve nécessaires à la force active pour toute projection de force importante, particulièrement en ce qui concerne les unités de service et de soutien. Elle comptait 205 000 personnes en 2002.
- Force active
  - United States Armies
  - Corps
  - Divisions
  - Brigades
  - Regiments
  - Batallions et Squadrons
  - Companies et Troops
  - Platoons (sections dans l’armée française)
  - Squads (groupes de combat dans l’armée française)
- Garde nationale des États-Unis (ARNG)
  - Divisions
  - Brigades
  - Regiments
- United States Army Reserve (USAR)
  - Armies
  - Divisions

### Format prévu en 2010 pour les années 2011-2015
L'examen quadriennal de la défense 2010 (Quadrennial Defense Review) publié le 1er février 2010 donne le format prévu des forces pour la période 2011-2015.
Voici les prévisions pour l'US Army dont les effectifs seront de 547 000 militaires :
- 4 quartiers généraux de corps
- 18 quartiers généraux de division
- un total de 73 brigades de combat (Brigade combat team, BCT) (45 d'active - contre 42 en 2007 - et 28 de réserve), se composant de :
  - 40 brigades d'infanterie (Infantry Brigade Combat Team, IBCT)
  - 8 brigades Stryker (Stryker Brigade Combat Team, SBCT)
  - 25 brigades lourdes de combat (Heavy Brigade Combat Team, HBCT) - brigade blindée -
- 21 brigades d’aviation de combat (Combat Aviation Brigade) (13 d'active et 8 de réserve)
- 83 brigades de soutien modulaire d'active (Modular support brigade) en 2013 contre 75 en 2007[23]
- 15 bataillons Patriot, 7 batteries THAAD

En septembre 2011, on annonce une baisse des effectifs dès mars 2012 pour atteindre un maximum de 520 400 militaires d'active au 30 septembre 2016 et en juin 2013, on officialise de fortes coupes dans les effectifs.

### Format prévu en 2013 pour 2017
À la suite entre autres de restrictions budgétaires, il est annoncé en juin 2013 que l'Armée de terre doit réduire ses effectifs d'active de 570 000 à cette date à 490 000 personnes en 2017, soit une baisse de 17 % les faisant descendre au niveau auquel ils étaient avant les attentats du 11 septembre 2001. Fin 2015, ce nombre est atteint.
Le nombre de brigade d'active (hors aviation) passera de 45 à 32 soit :
- 14 brigades d'infanterie ;
- 7 brigades Stryker ;
- 12 brigades lourdes de combat (brigades blindées)

Le nombre de bataillons de combat reste à peu près stable et passe de 98 à 95. Un bataillon supplémentaire étant affecté aux brigades restantes,.

### Format prévu en 2018 pour 2020
Elle disposera en 2020 de cinquante-huit BCT (brigade combat team, hors aviation) :
- 31 d'active, dont 11 ABCT (armored : blindées), 7 SBCT (équipées de véhicules de combat d'infanterie Stryker) et 13 IBCT (d’infanterie) ;
- 27 pour la Garde nationale, dont 5 ABCT, 2 SBCT et 20 IBCT.

### Format en 2022
En 2022, elle dispose de 60 BCT : 
- 32 brigades de combat d'active dont 12 ABCT, 7 SBCT et 13 IBCT.
- 28 de la garde nationale dont 5 ABCT, 2 SBCT et 21 IBCT

Et de 16 brigades d'aviation d'active et de 12 dans la réserve et la garde nationale.

## Active

### Unified Combatant Command
Les Unified Combatant Command sont des commandements unifiés qui comportent des éléments de l'US Army, Air Force, Navy et quelquefois de l'US Marine Corps. Ce sont des commandements de théâtre d'opérations qui synchronisent les actions des quatre branches. La plupart du temps, la branche de l'US Army est une armée. Chaque commandement unifié est commandé par un général (ou amiral) 4 étoiles (l'équivalent de 5 dans l'armée française). Chaque branche est commandée par un général 3 étoiles.
Il existe neuf commandements unifiés, six ont des responsabilités géographiques et trois ont des responsabilités fonctionnelles :
- United States Northern Command (NORTHCOM), qui commande les troupes sur le continent nord-américain ;
- United States European Command (EUCOM), qui couvre l'Europe et la Russie ;
- United States Southern Command (SOUTHCOM), qui synchronise les opérations en Amérique du Sud ;
- United States Central Command (CENTCOM), qui contrôle les unités au Moyen-Orient, en Égypte et dans les anciennes républiques de l'URSS de l'Asie Centrale ;
- United States Pacific Command (PACOM), qui dirige les troupes en Asie de l'Est et du Sud-Est, en Océanie, en Inde, à Madagascar et dans le reste des océans Indien et Pacifique ;
- United States Africa Command (AFRICOM), qui est responsable des soldats américains en Afrique (à l'exception de l’Égypte et de Madagascar).

Les trois autres commandements sont les suivants :
- United States Special Operations Command (USASOC), qui coordonne toutes les opérations spéciales et/ou clandestines ;
- United States Strategic Command (STRATCOM), qui maintient la force nucléaire américaine et qui s'occupe des opérations spatiales ;
- United States Transportation Command (TRANSCOM), qui gère tous les transports de troupes et le ravitaillement.

### United States Army
Les Armées sont souvent les branches de l'US Army dans un commandement unifié. L’US Army dispose de trois états-majors d’armée actifs :
- Third United States Army (United States Army Central Command ou USARCENT), QG à Fort McPherson et Fort Gillem (Géorgie, Sud-Est des États-Unis) ;
- Seventh United States Army (qui fournit l’état-major de la United States Army in Europe ou USAREUR), QG à Heidelberg (Allemagne) ;
- Eighth United States Army (EUSA), QG à Yongsan, Séoul (Corée du Sud).

Ces trois commandements sont des unités-cadres, des commandements régionaux et non des forces de combat.
La Third US Army commande les troupes de la branche « Army » du « United States Central Command ». Elle n’a pas d’unité pré-affectée, et est renforcée en fonction des besoins et des impératifs par prélèvement sur les forces de réserve stratégique américaines (en particulier sur les « III Corps » et « XVIII Airborne Corps » (y compris la 82e et la 101e divisions aéroportées, célèbres pour avoir combattu en Normandie en juin 1944, ainsi bien sûr que l’Army National Guard) ainsi que dans des unités de la Garde Nationale, quand elles sont activées.
La Seventh US Army, pour sa part, coordonne les forces situées en Europe (US Army Europe), opérant sous commandement de l’OTAN, principalement le « V Corps » et la 173rd Airborne Brigade.
La Eighth US Army, elle, constitue le commandement supérieur américain de l'Armée de terre dans la péninsule de Corée. C'est la branche « Army » de United States Forces Korea, grand commandement autre que les commandements unifiés. Elle commande plusieurs unités de manœuvre, dont la 2nd Infantry Division, le 6th Cavalry Brigade, le 17th Aviation Brigade et le 35th Air Defence Artillery Regiment, tous déployés en Corée du Sud.

### Corps
Il existe dans les années 2000 quatre états-majors de corps d’armée d’active, servant de commandement pour les autres théâtres d’opérations qui pourraient nécessiter des projections de forces de l’US Army :
- le I Corps (America’s Corps) rassemble les éléments de réaction rapide américains pour la zone du Pacifique (principalement la Corée, le Japon et l'Alaska), soit la 2nd Infantry Division et la 25th Infantry Division. Le I Corps dépend de la branche « Army » de l'USPACOM et certaines brigades peuvent être relayées plus précisément à la Eighth US Army s'il y a des tensions en Corée. Son QG est à Fort Lewis, Washington ;
- le III Corps (America’s Hammer) constitue la réserve stratégique des États-Unis (d’où le nom qu’il arbore quelquefois de « Counterattack Corps »). Il regroupe les : 1st Cavalry Division, 4th Infantry Division (Numerized), 21st Cavalry Brigade (Air Combat), 6th Aviation Brigade, 31st Air defence Artillery Brigade et 3rd Armored Cavalry Regiment, plus diverses unités de taille inférieure. Son QG est à Fort Hood, Texas ;
- le V Corps (Victory Corps), dissout le 15 septembre 2013, regroupe les forces américaines mises à la disposition de l’OTAN en Europe. Il comprend la 1st Armored Division, la 1st Infantry Division (Mechanized), la 12th Aviation Brigade, la 69th Air Defence Artillery Brigade et le 11th Aviation Regiment. Son QG est à Heidelberg, dans le Palatinat (Allemagne) ;
- le XVIII Airborne Corps (Contingency Corps) constitue la force de réaction rapide de l’armée américaine avec ses cinq divisions renforcées. Comme son nom l’indique (contingency signifie « imprévu »), il s’agit d’un vivier d’unités dans lequel le Pentagone peut puiser en cas de besoin, soit en partie en cas de crise limitée, soit en bloc en cas de crise extrême. Il commande les 3rd Infantry Division (Mechanized), 10th Moutain Division (Light Mountain), 82nd Airborne Division et 101st Airborne Division (Air Assault), la 18th Aviation Brigade (Airborne), la 108th Air Defence Artillery Brigade, ainsi que le 2nd Armored Cavalry Regiment. Son QG est à Fort Bragg, en Caroline du Nord.

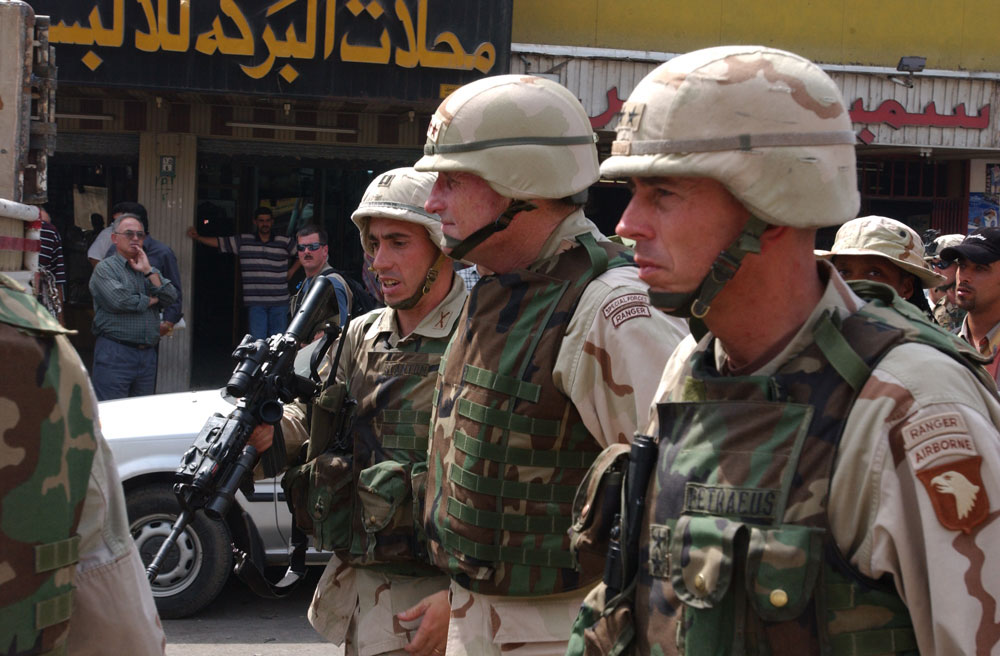
David Petraeus, alors commandant de la aéroportée, Irak 2003.

### Divisions

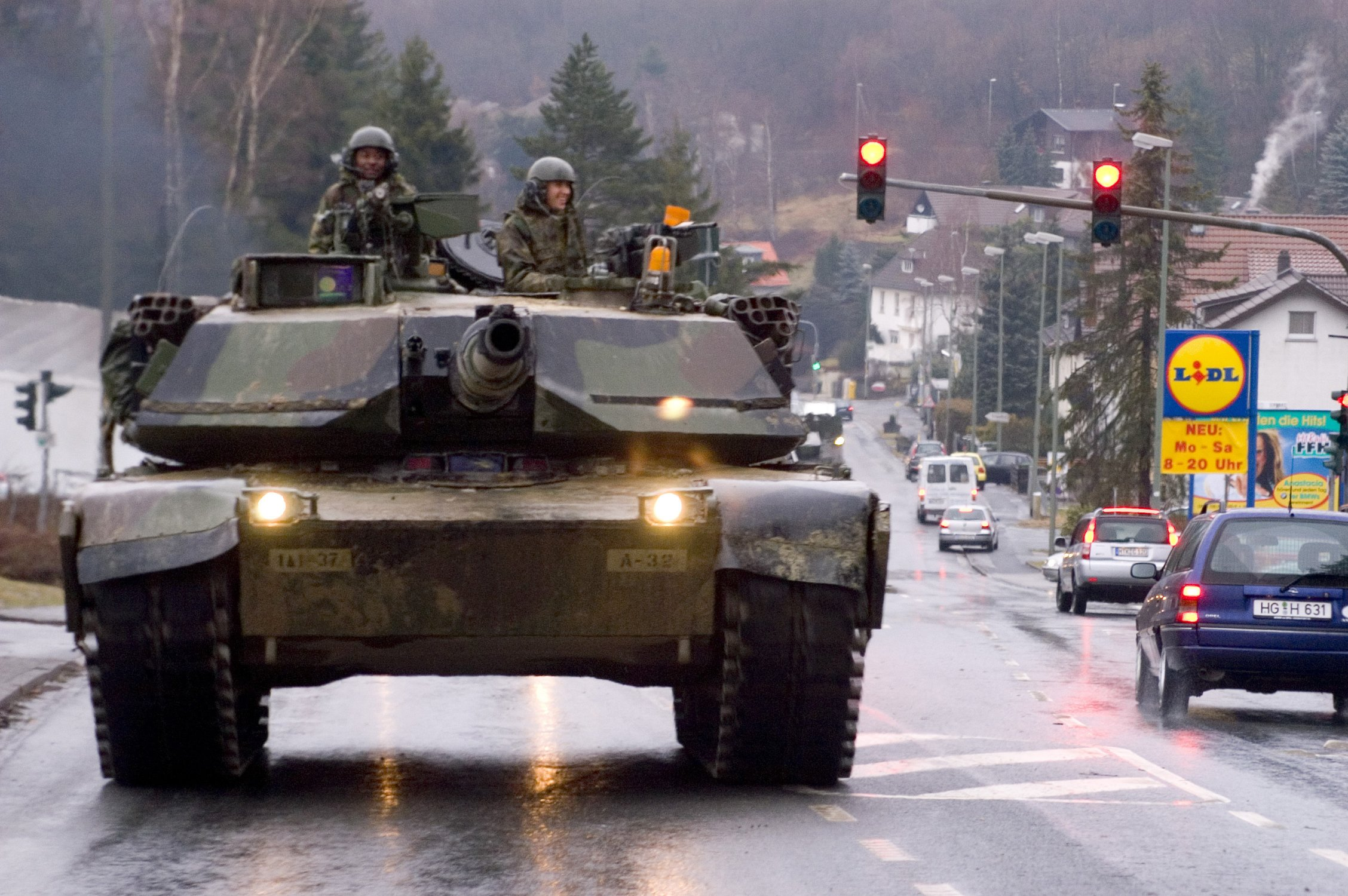
Char M1 Abrams de la 1st Armored Division à Francfort.

L’US Army est au début des années 2000 formée sur un schéma de dix divisions d’active :
- la 1st Cavalry Division (« Blanket Division »), subordonnée au III Corps, stationnée aux États-Unis (Fort Hood, Texas) ;
- la 1st Armored Division (« Old Ironsides »), dépendant du V Corps, positionnée en Allemagne (Wiesbaden, Hesse) ;
- la 1st Infantry Division (Mechanized) (« Big Red One »), également sous les ordres du V Corps, basée en Allemagne (Würzburg, Bavière) et à Fort Riley, USA ;
- la 2nd Infantry Division (« Indianhead » - dans laquelle combattit le Bataillon français de l'ONU en 1950-1953), sous les ordres de la Eighth US Army, positionnée dans la péninsule coréenne (camp Red Cloud, en Corée du Sud), à l’exception de sa 3rd Brigade dépendant du I Corps. Elle a vu le jour en France, à Bourmont, Haute-Marne ;
- la 3rd Infantry Division (Mechanized) (« Rock of the Marne »), subordonnée au XVIII Airborne Corps, basée aux États-Unis (Fort Stewart, Géorgie) ;
- la 4th Infantry Division (Mechanized) (« Ivy Division »), dépendant du III Corps, également positionnée aux États-Unis (Fort Hood, Texas, pour le gros de la division, et Fort Carson, Colorado, pour sa 3rd Brigade) ;
- la 10th Mountain Division (Light Infantry) (« Climb to Glory »), sous l’autorité du XVIII Airborne Corps, basée aux États-Unis (Fort Drum, New York) ;
- la 25th Infantry Division (Light) (« Tropic Lightning »), stationnée dans les îles Hawaii (Schofield Barracks, Hawaii), dépendant en grande partie du United States Army Pacific Command, sa 1st Brigade étant sous le commandement du I Corps ;
- la 82nd Airborne Division (« All American »), basée aux États-Unis (Fort Bragg, Caroline du Nord), sous le commandement du XVIII Airborne Corps ;
- la 101st Airborne Division (Air Assault) (« Screaming Eagle »), positionnée également aux États-Unis (Fort Campbell, Kentucky) et également sous les ordres du XVIII Airborne Corps.

En 2025, l'US Army dispose également de 10 divisions d'active. Une a été réactivé, une dissoute, deux ont déménager :
- 1st Armored Division ("Old Ironsides") - Fort Bliss, Texas
- 1st Cavalry Division ("First Team") - Fort Hood, Texas
- 1st Infantry Division ("The Big Red One") - Fort Riley, Kansas
- 2nd Infantry Division ("Indian Head Division") - Camp Humphreys, Corée du Sud et Joint Base Lewis-McChord, Washington

```
* 3rd Infantry Division ("Rock of the Marne") - Fort Stewart, Géorgie
```

- 4th Infantry Division ("Ivy Division/Iron Horse") - Fort Carson, Colorado
- 10th Mountain Division ("Mountaineer") - Fort Drum, New York
- 11th Airborne Division ("Arctic Angels") - Joint Base Elmendorf-Richardson, Alaska, réactivé en 2023
- 25th Infantry Division ("Tropic Lightning") - Schofield Barracks, Hawaï
- 82nd Airborne Division ("All American") - Fort Liberty, Caroline du Nord
- 101st Airborne Division ("The Screaming Eagles") - Fort Campbell, Kentucky

Chaque division comprend trois ou quatre brigades de combat (« Brigade Combat Teams » ou « Brigade Units of Action », numérotées de 1 à 3 ou 4), une brigade aérienne d’appui tactique (Aviation Brigade, parfois numérotée « 4th Brigade » s’il n’y a pas de brigade de combat à ce numéro), un appui d’artillerie divisionnaire (Division Artillery, contracté en Divarty) et un commandement des services divisionnaires (Division Support Command, dont le sigle est DSC). Certaines disposent encore d’une brigade du génie divisionnaire (Engineer Brigade), d’autres l’ont dissoute.

### Brigades
Il existe de même diverses brigades indépendantes d’active, dont :
- la 6th Cavalry Brigade (Air Combat) (« Silent Thunder ») de Camp Humphreys, Pyongtaek, Corée du Sud, sous commandement de la Eighth US Army.
- la 21st Cavalry Brigade (Air Combat), de Fort Hood, Texas, subordonnée au III Corps.
- la 172nd Infantry Brigade (Separate) (« Snow Hawks »), basée à Fort Wainwright, Alaska. Cette unité dépend du « United States Army Pacific Command ». Elle a été dissoute pour être reconstituée sous la forme de la 1st Brigade, 25th Infantry Division, qui a des Stryker.
- la 173rd Airborne Brigade Combat Team (« Sky Soldiers ») de Vicenza en Italie. Cette brigade est sous le commandement de la Southern European Task Force (SETAF), dépendant de la Seventh US Army (USAREUR).
- la 6th Aviation Brigade, sous le commandement du III Corps.
- la 12th Aviation Brigade, de Giebelstadt, Bavière, Allemagne, opérant sous le contrôle du V Corps.
- la 17th Aviation Brigade, de Camp Humphreys, Pyongtaek, Corée du Sud. Cette unité travaille au profit de la Eighth US Army.
- la 18th Aviation Brigade, de Fort Bragg, en Caroline du Nord, qui est subordonnée au XVIII Airborne Corps.
- la 31st Air Defence Artillery Brigade, de Fort Bliss, au Texas, qui est sous le contrôle du III Corps.
- la 69th Air Defence Artillery Brigade, de Giebelstadt, en Bavière, en Allemagne, sous commandement du V Corps.
- la 108th Air Defence Artillery Brigade, de Fort Bliss, Texas, qui opère sous le commandement de la XVIII Airborne Corps.

### Regiments
Les 2nd et 3rd Armored Cavalry Regiments peuvent également être inclus :
- 2nd Armored Cavalry Regiment (Second Dragoons), de Fort Polk, Louisiane.
- 3rd Armored Cavalry Regiment (Brave Rifles), de Fort Carson, Colorado.

En dépit de leur nom de « régiment », ces deux unités regroupent des moyens correspondant à l’échelon brigade (plus de 300 véhicules blindés, près de 5 000 hommes).

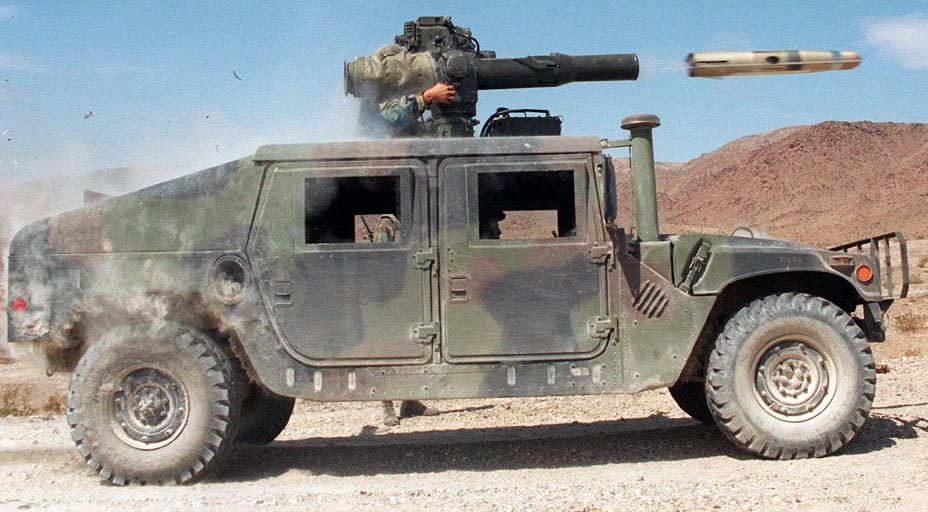
Tir d'un missile BGM-71 TOW depuis un Humvee.

## United States Army National Guard
L’Army National Guard est une institution militaire américaine bien connue. Elle regroupe les réservistes civils désirant offrir une partie de leur temps à leur pays. Chacun des cinquante États américains (States) dispose de sa Garde nationale.
Elle est organisée d’une manière similaire à l’active. Elle comprend huit divisions, neuf brigades indépendantes (Separate) et de nombreuses autres unités de taille inférieure :

### Divisions
Les divisions de l’ARNG sont de deux types : « mixtes » (Active Component/Reserve Component ou AC/RC, c’est-à-dire qu’elles comprennent un noyau de forces de l’active autour de l’état-major auquel s’agrègent des unités de combat de la Garde nationale) et standard.
Il existait, jusqu'à leur dissolution en 2006, deux divisions « mixtes » :
- 7th Infantry Division (Light) (« Bayonets »), de Fort Carson, Colorado (les brigades de la division sont fournies par les Arkansas, Oklahoma et Oregon Army National Guards).
- 24th Infantry Division (Mechanized) (« Victory Division »), de Fort Riley, Kansas (les brigades de la division sont fournies par les Georgia, North Carolina et South Carolina Army National Guards).

Ces deux divisions comprenaient trois enhanced separate brigades (brigades indépendantes « améliorées », disposant de capacités de projection et d’une puissance de feu supérieures).
Par ailleurs, l’ARNG équipe huit divisions de type standard :
- 28th Infantry Division (Mechanized) (« Keystone Division »), de Harrisburg, Pennsylvanie (Pennsylvania Army National Guard).
- 29th Infantry Division (Light) (« Blue and Grey »), de Fort Belvoir, Virginie (la division appartient à la Virginia Army National Guard, mais ses unités dépendent également des Maryland, Massachusetts, New Jersey et Connecticut Army National Guards).
- 34th Infantry Division (« Redbull »), de Rosemount, Minnesota (la division appartient à la Minnesota Army National Guard, mais ses unités dépendent aussi des Iowa, Wisconsin, North Dakota, Illinois, Colorado et Michigan Army National Guards).
- 35th Infantry Division (Mechanized) (« The Santa Fe Division »), de Fort Leavenworth, Kansas (la division appartient à la Kansas Army National Guard, mais ses unités dépendent également des Arkansas, Illinois, Kentucky, Missouri et Nebraska Army National Guards).
- 36th Infantry Division (« Lone Star Division »), de Fort Mabry, Texas (Texas Army National Guard).
- 38th Infantry Division (Mechanized) (« Cyclone »), d’Indianapolis, Indiana (la division appartient à l’Indiana Army National Guard, mais ses unités dépendent également des Michigan, Ohio et Wyoming Army National Guards).
- 40th Infantry Division (Mechanized) (« Sunburst »), de Los Alamitos, Californie (California Army National Guard).
- 42nd Infantry Division (Mechanized) (« Rainbow »), de Troy, New York (la division appartient à la New York Army National Guard, mais ses unités dépendent également des Connecticut, Delaware, Massachusetts, New Jersey, Rhode Island et Vermont Army National Guards).

Les divisions de la Garde nationale sont à deux ou trois brigades de combat (Infantry ou Armored Brigades, parfois tout simplement Brigades), une brigade aérienne d’appui tactique (Aviation Brigade), plus les unités d’appui et de soutien divisionnaires (Division Artillery ou Divarty et Division Support Command ou DSC). Elles ont un schéma similaire à celles des divisions de l’active, mais leurs unités sont allégées et moins nombreuses.

### Brigades
L’ARNG comprend par ailleurs neuf brigades indépendantes :
- 116th Armored Cavalry Brigade (« Snake River Brigade »), de Boise, Idaho (Idaho Army National Guard).
- 81st Armored Brigade (Separate), de Seattle, Washington (Washington Army National Guard).
- 155th Armored Brigade (Separate) (Heavy) (« Dixie Thunders »), de Tupelo, Mississippi (Mississippi Army National Guard).
- 27th Infantry Brigade (Separate), de Syracuse, New York (New York Army National Guard).
- 29th Infantry Brigade (Separate), de Kalaeloa, Oahu, Hawaii (Hawaii Army National Guard).
- 32nd Infantry Brigade (Separate) (Light) (« Red Arrow »), de Camp Douglas, Wisconsin (Wisconsin Army National Guard).
- 53rd Infantry Brigade, de Tampa, Floride (Florida Army National Guard).
- 76th Infantry Brigade, de Indianapolis, Indiana (Indiana Army National Guard).
- 256th Infantry Brigade (Mechanized), de Lafayette, Louisiane (Louisiana Army National Guard).

### Régiments
L’ARNG, pour finir, dispose d’un régiment autonome :
- 278th Armored Cavalry Regiment, de Knoxville, Tennessee (Tennessee Army National Guard).

## United States Army Reserve

### Continental United States Armies

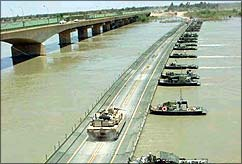
Pont flottant créé par une unité de génie militaire de l'US Army Reserve.

Aux trois armées mentionnées dans les unités d’active s’ajoutent deux armées continentales (Continental United States Armies ou CONUSA) qui encadrent les unités de la United States Army Reserve et celles de la United States Army National Guard présentes dans leur zone de responsabilité :
- la First US Army est un état-major qui assure l’instruction et vérifie les capacités de mobilisation des unités de l’ARNG localisées dans sa zone de responsabilité (États à l’est du Mississippi : Alabama, Caroline du Nord, Caroline du Sud, Connecticut, Delaware, Floride, Géorgie, Illinois, Indiana, Kentucky, Maine, Maryland, Massachusetts, Michigan, Minnesota, Mississippi, New Hampshire, New Jersey, New York, Ohio, Pennsylvanie, Rhode Island, Tennessee, Vermont, Virginie, Virginie Occidentale Washington D.C. et Wisconsin, ainsi qu’à Porto Rico et dans les Îles Vierges). Elle fournit également assistance et soutien à l’instruction aux unités de l’USAR avant qu’elles ne rejoignent un théâtre d’opérations. Enfin, elle planifie la sécurité et assure la protection des installations militaires ou gouvernementales qui sont dans sa zone de responsabilité, et au besoin fournit une assistance aux autorités civiles en cas de crise non-militaire (peacetime crisis). Son QG est à Fort Gillem, en Géorgie.
- la Fifth US Army a les mêmes missions que la First US Army auprès des formations de l’ARNG implantées dans sa zone de responsabilité (États à l’ouest du Mississippi : Arizona, Arkansas, Californie, Colorado, Dakota du Nord, Dakota du Sud, Idaho, Iowa, Kansas, Louisiane, Missouri, Montana, Nebraska, Nevada, Nouveau-Mexique, Oklahoma, Oregon, Texas, Utah, Washington et Wyoming). Elle assure également la mise en condition opérationnelle des unités de l’USAR qui partent au combat ou en mission, assure la protection des installations militaires et gouvernementales de sa zone de responsabilité et fournit en cas de crise non-militaire une assistance aux autorités civiles. Son QG est à Fort Sam Houston, Texas.

Disposant d’unités de l’US Army Reserve, les deux CONUSA assurent donc l’instruction et la coordination des unités de l’ARNG, et seulement à la marge celles de l’USAR. Les unités de la réserve sont toutes subordonnées, depuis 1995, sur le territoire continental, à un commandement général des réserves américaines, l’United States Army Reserve Command (USARC), de Fort McPherson, Géorgie.

### Divisions

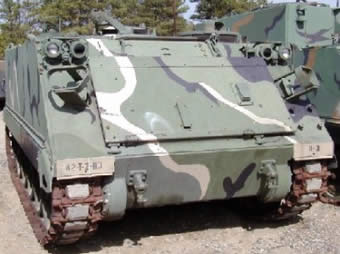
Véhicule blindé de transport de troupe M113A2.

La United States Army Reserve comprend treize divisions, dont cinq dépendent directement des deux Continental United States Armies :
- 75th Division (Training Support), de Houston, Texas (sous l’autorité de la Fifth US Army).
- 77th Division (Reinforcement Training Support), de Fort Totten, New York.
- 78th Division (Training Support) (« Lightning Division »), d’Edison, New Jersey (sous l’autorité de la First US Army).
- 80th Division (Institutional Training), de Richmond, Virginie.
- 84th Division (Institutional Training), de Milwaukee, Wisconsin.
- 85th Division (Training Support) (« Custer Division »), d’Arlington Heights, Illinois (sous l’autorité de la First US Army).
- 87th Division (Training Support) (« Golden Acorn »), de Birmingham, Alabama (sous l’autorité de la First US Army).
- 91st Division (Training Support), de Houston, Texas (sous l’autorité de la Fifth US Army).
- 95th Division (Institutional Training) (« Victory Team »), d’Oklahoma City, Oklahoma.
- 98th Division (Institutional Training) (« Iroquois »), de Rochester, New York.
- 100th Division (Institutional Training), de Louisville, Kentucky.
- 104th Division (Institutional Training) (« Timberwolf Division »), de Vancouver Barracks, Washington.
- 108th Division (Institutional Training), de Charlotte, Caroline du Nord.

Ces divisions ont des organisations et des missions très spécifiques. Ce sont des unités-cadres chargées de l’instruction des unités de la Reserve Component qui leur sont rattachées. Les cinq divisions rattachées aux deux CONUSA ont pour leur part pour mission de maintenir en condition opérationnelle et de préparer au déploiement outre-mer et au combat les unités de l’Army National Guard implantées dans la zone de responsabilité de leur armée d’appartenance.

## Commandements majeurs de la United States Army

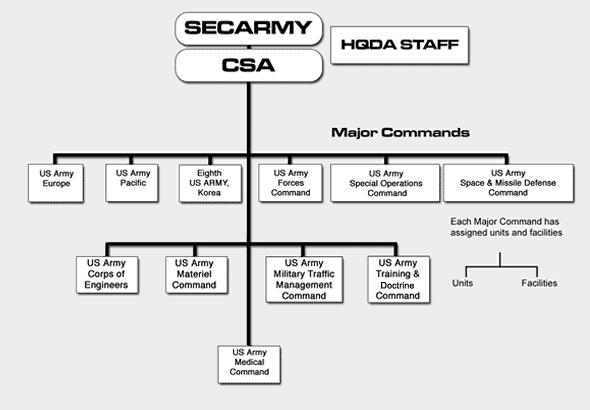
Organisation de l'US Army.

| Commandements Majeurs et commandants                        | Localisation du quartier général           |
| ----------------------------------------------------------- | ------------------------------------------ |
| Intelligence & Security Command (INSCOM)                    | Fort Belvoir, Virginie                     |
| Criminal Investigation Command (CID)                        | Fort Belvoir, Virginie                     |
| Corps of Engineers (USACE)                                  | Washington, D.C.                           |
| Medical Command (MEDCOM)                                    | Fort Sam Houston, Texas                    |
| Army Materiel Command (AMC)                                 | Alexandria, Virginie                       |
| Training & Doctrine Command (TRADOC)                        | Fort Monroe, Virginie                      |
| Forces Command (FORSCOM)                                    | Fort McPherson (en), Géorgie               |
| US Army South (USARSO)                                      | Fort Sam Houston, Texas                    |
| Special Operations Command (USASOC)                         | Fort Bragg, Caroline du Nord               |
| Military Surface Deployment and Distribution Command (SDDC) | Fort Eustis, Newport News                  |
| Space & Missile Defense Command (SMDC)                      | Arlington, Virginie                        |
| 8th US Army (EUSA)                                          | Yongsan Army Garrison, Séoul, Corée du Sud |
| Army Pacific Command (USARPAC)                              | Fort Shafter, Hawaii                       |
| US Army Europe & 7th Army (USAREUR)                         | Campbell Barracks, Heidelberg, Allemagne   |
| Army Central Command (ARCENT)                               | Fort McPherson (en), Géorgie               |
| Army Reserve Command (ARC)                                  | Fort McPherson (en), Géorgie               |
| Army National Guard (ARNG)                                  | Washington, D.C.                           |
| US Army North & 5th Army (USARNORTH)                        | Fort Sam Houston, Texas                    |

## Grades dans l'US Army

Second lieutenant
Premier lieutenant
Capitaine
Major
Lieutenant-colonel
Colonel
Brigadier-général
Major-général
Lieutenant-général
Général
Général de l'Armée

## Principaux équipements
Type, rôle, quantité en 2004 :
- Fusil d'assaut M-16
- MPT-76[28]
- Fusil d'assaut M-4

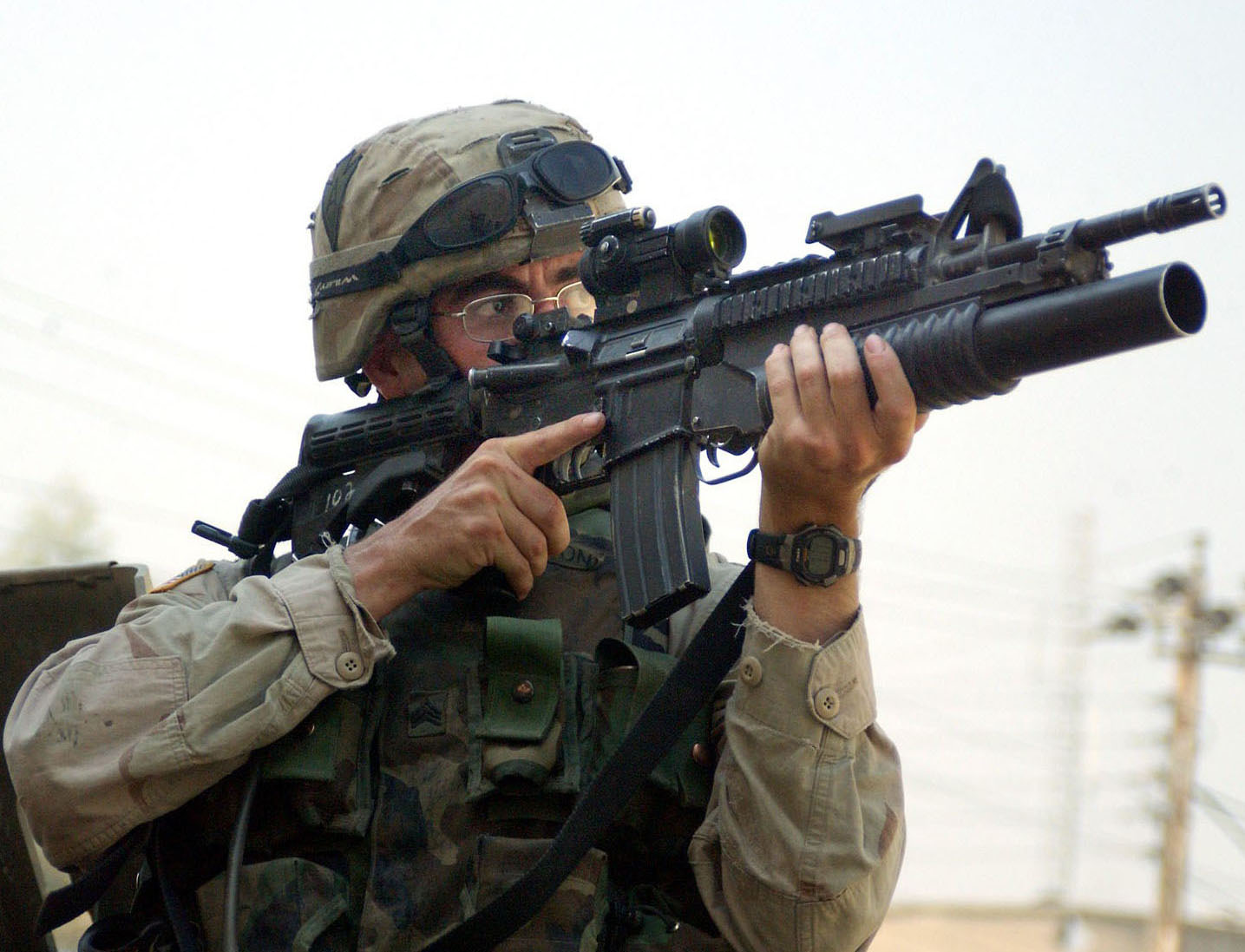
Fusil d'assaut M4 avec lance-grenades M203, l'actuelle arme standard des fantassins.

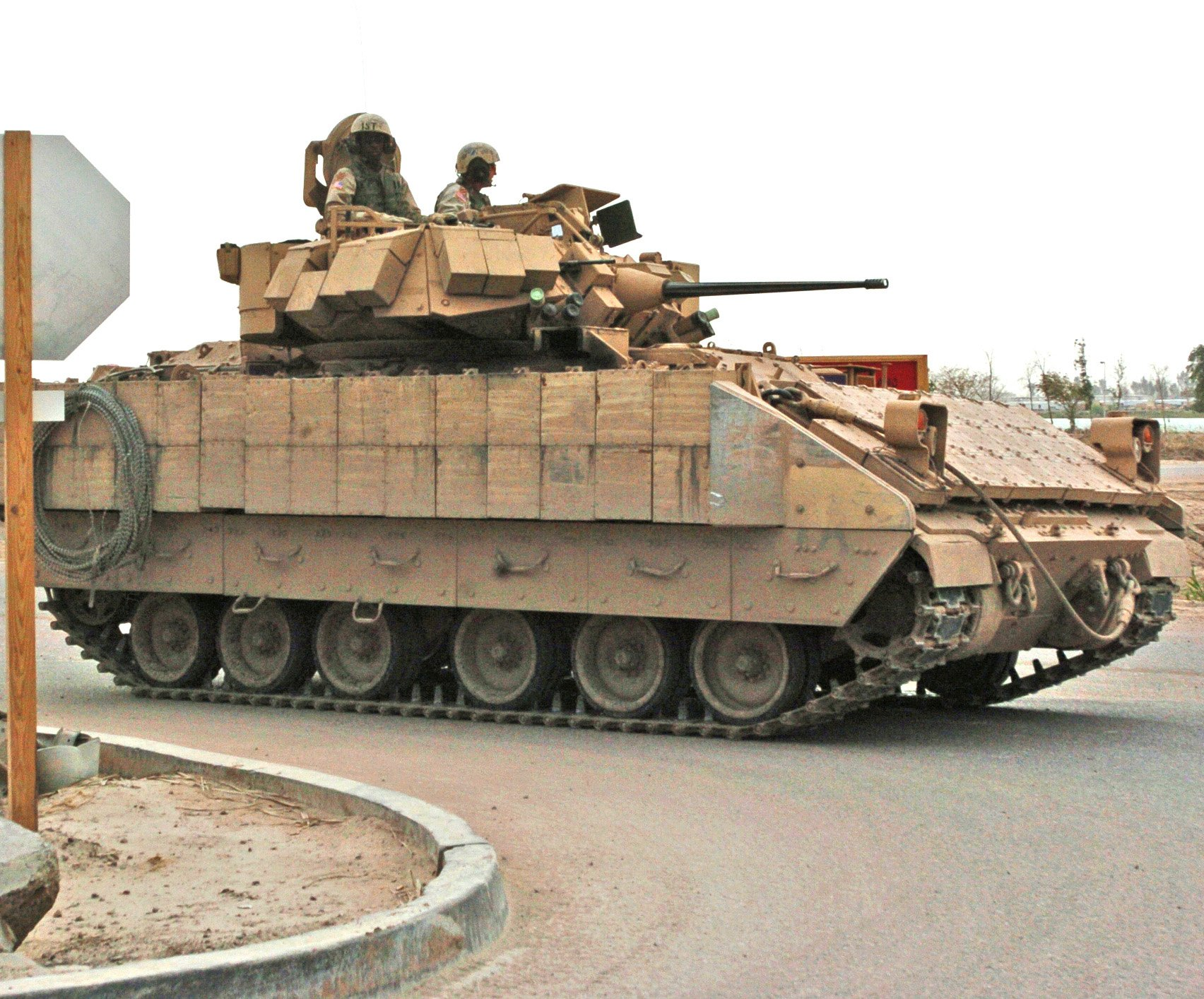
M2 Bradley en Irak.

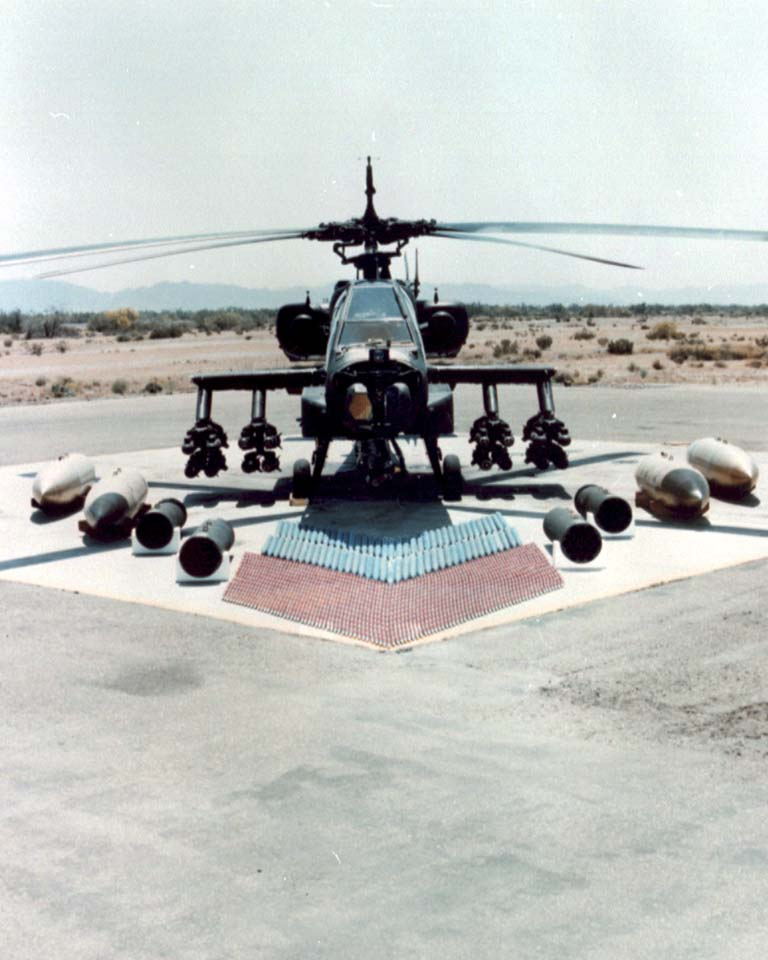
AH-64A Apache.

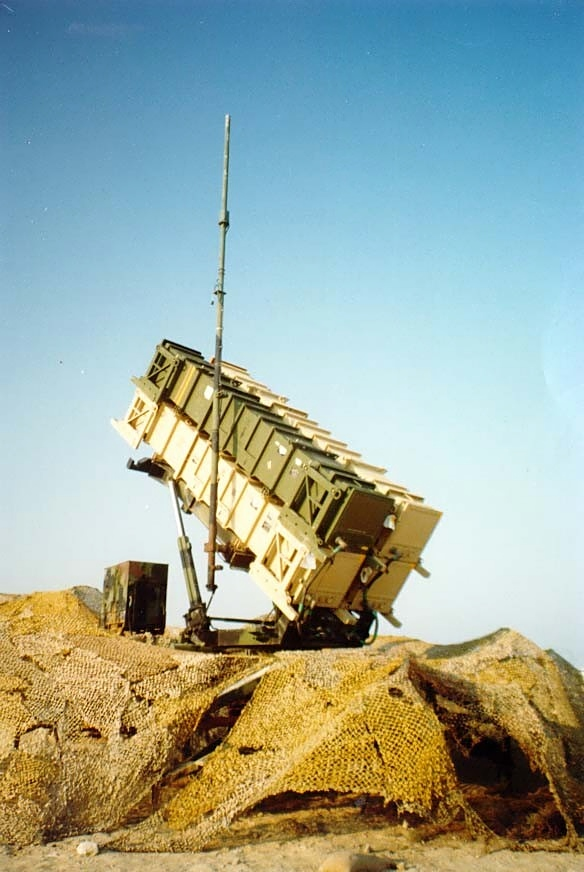
MIM-104 Patriot.

- Mitrailleuse Browning M2, 45 000[29]
- M1 Abrams A1/A2, char d’assaut, 7 620
- Char M60 (réserve), 2 792
- M2/M3 Bradley, véhicule de combat d’infanterie, 6 719
- M-113A1/A2, VCI, 14 300
- Stryker, VCI, 2 131
- M-93 Fox, véhicule blindé de lutte NBC, 100
- M-577, véhicule blindé de commandement, n/c
- M-1097 Avenger, véhicule de lutte anti-aérienne, n/c
- M-88A1/A2, véhicule blindé de dépannage, n/c
- M-9 ACE, véhicule blindé du génie, n/c
- HMMWV/HUMVEE/HUMMER, véhicule de transport tout terrain, 30 000
- M270 Multiple Launch Rocket System 227 mm, lance-roquettes multiples, 830
- M142 HIMARS, high mobility artillery rocket system, lance-roquettes multiples, 114
- M-109A1/A2/A6 155 mm, canons automoteurs, 2 087
- M-198 155 mm, canon, 697
- M-120/121 120 mm, mortier, 1 076
- M 119 105 mm, canon, 416
- M-106 105 mm, canon automoteurs, 60
- BGM-71 TOW, missiles antichar, 8 000
- FGM-148 Javelin, missiles anti char, 500
- M47 Dragon, missiles anti char, 24 000
- FIM-92 Stinger, missile sol air très courte portée, 10 000
- MIM-104 Patriot, missile sol air, 500 batteries
- AH-64A/D Longbow Apache, hélicoptère d’assaut, 726
- OH-58A/C/D Kiowa/Kiowa Warrior, hélicoptère d’observation, 838
- AH-6/MH-6 Little Bird, hélicoptère léger d’assaut, 36
- RC-7, avions ELINT, 9
- RC-12D/H/K/P/Q Guardrail, avion de transport/recon/SIGINT/ELINT, 49
- CH-47D/MH-47E Chinook, hélicoptère de transport, 460
- UH-60/EH-60/MH-60 Black Hawk, hélicoptère de transport/MEDEVAC/commandement, guerre électronique, 1 569
- Cessna UC-35, avion de transport, 12
- C-23A/B Sherpa, avions de transport, 47
- C-26 Metro, avions de transport, 11
- UV-20 Chiricahua, avion de transport, 1
- Beech C-12 Huron, avions de transport/communications, 136
- C-20C/E Gulfstream III/IV, avion de transport/VIP, 3
- Fokker C-31A, avion de transport, 2
- UV-18A Twin Otter, avion de transport, 4
- Pilatus UV-20A, avion de transport, 1
- Learjet C-21, avion de transport/VIP, 3
- UH-1H/1V Iroquois, hélicoptère utilitaire, 422
- TH-67A Creek, hélicoptère école, 154
- Hunter, drones ou umanned aerial vehicle, 24
- RQ-2 Pioneer, umanned aerial vehicle, n/c
- RQ-7A Shadow, umanned aerial vehicle 24
- RQ-11 Raven, unmanned aerial vehicle, 120
- General Frank S. Besson-class logistics support vessel, navire de soutien logistique, 6
- LCU-2000/1600, barges de débarquement, 118

## Budget
Voici la demande de budget de l'US Army pour l'année fiscale 2014 :
- Personnel : 56,6 milliards de dollars américains (dont 4,5 milliards pour l'armée de réserve et 8 milliards pour la garde nationale) soit 44 %
- Achat de matériel, développement, essais et ingénierie : 23,9 milliards soit 18 %
- Opération et maintenance : 45,5 milliards soit 35 %
- Total : 129,7 milliards de dollars américains soit une baisse de 5 milliards par rapport à 2013

En 2015, il est au 3e rang des branches des forces des États-Unis avec 120,3 milliards de dollars américains.
Sa part dans la consommation énergétique des forces armées des États-Unis en 2007 est de 7 %.

## Organisation et ordre de bataille en 1945

Affiche de recrutement de la Seconde Guerre mondiale.

Après la mobilisation de la Première Guerre mondiale, l'US Army retrouva des effectifs modestes jusqu'à ce que le déclenchement de la Seconde Guerre mondiale en Europe et le militarisme japonais en Asie fissent prendre des mesures de précaution.
La conscription, lancée en novembre 1940, fit que lors de l'attaque de Pearl Harbor fin 1941, l'Armée de terre avait 1 600 000 hommes et lui permit de compter à la fin de la guerre environ 8 290 000 hommes avec l'USAAF, l'aviation étant alors rattachée à l'US Army.
L’affectation d’un corps d’armée dans l’US Army, et des divisions dans un corps d’armée n’est pas statique, elle changeait en fonction des circonstances ou des besoins du front.
Dès la fin de conflit, la démobilisation fut extrêmement rapide à un point tel que malgré la guerre froide qui s'annonçait, lors du déclenchement de la guerre de Corée en 1950, elle ne comprenait que 592 000 militaires répartis en 10 divisions constituées plus l'équivalent de 4 autres en unités indépendantes qui à l'exception d'une seule stationnée en Europe n'étaient qu'à 70 % de leur potentiel.

### Logistique
Les énormes forces mécanisées déployées dans ce conflit demandaient un soutien logistique constant.
Selon l'historien John A. Lynn, les munitions constituaient entre 5 et 8 % de l’approvisionnement de la force terrestre américaine pendant la Seconde Guerre mondiale ; la nourriture comptait pour 10 %, le carburant pour 16 à 17 %, et les matériaux de construction pour 11 à 18 %.
Les besoins d'une division sont estimés à 650 tonnes par jour en 1944.

### Armées et Groupe d'Armées
Le 1er février 1945, elle dispose au total de 8 armées. 1re, 3e, 7e et 9e armées US sur le front occidental, 5e armée US en Italie, 6e et 8e armées US aux Philippines, 10e armée US (en cours de formation) dans les îles Hawaï.
Les armées en Europe dépendent de deux groupes d'armées américains ; le 6e groupe d'armées des États-Unis (7e armée US, 12e groupe d'armées des États-Unis (1re, 3e, 9e et 15e armées), et du 15e groupe d'armée anglo-américain (5e armée US).
Ainsi que de 25 corps d’armées, répartis de la manière suivante :
- 1re armée US (Belgique) : 3e, 5e et 7e corps
- 1re armée aéroportée alliée (Angleterre) : 18e corps aéroporté
- 2e armée US (États-Unis) : 9e et 14e corps
- 3e armée US (Sarre) : 8e, 12e et 20e corps
- 5e armée US (Italie) : 2e et 4e corps
- 6e armée US (Philippines) : 1re, 11e et 14e corps
- 7e armée US (Vosges) : 6e, 15e et 21e corps
- 8e armée US (Philippines) : 10e corps
- 9e armée US (Pays-Bas) : 13e, 16e et 19e corps
- 10e armée US (Hawaï) : 24e corps et 3e corps amphibie
- 15e armée US (en cours d’organisation en France et en Belgique chargée de l’administration des territoires libérés en Europe) : 22e et 23e corps.

#### Commandants
- La 1re armée était commandée par le général Omar Bradley en 1944, ensuite par le général Courtney Hodges.
- La 1re armée aéroportée alliée était commandée par le général Lewis Brereton.
- La 3e armée était commandée par le général George S. Patton jusqu'en 1945.
- La 5e armée était commandée par le général Mark Wayne Clark.
- La 7e armée était commandée par le général Alexander Patch.
- La 15e armée était commandée par le général George S. Patton en 1945.

### Corps d'armée
Ces 25 corps d’armée se partagent :
- 66 divisions d’infanterie, de la 1re à la 9e, de la 24e à la 38e, de la 40e à la 45e, les 63e, 65e et 66e, de la 69e à la 71e, de la 75e à la 81e, de la 83e à la 100e, de la 102e à la 106e, la division Americal[réf. nécessaire] ;
- 1 division de montagne, la 10e ;
- 2 divisions de cavalerie, les 1re et 2e ;
- 16 divisions blindées, de la 1re à la 14e, les 16e et 20e ;
- 5 divisions aéroportées, les 11e, 13e, 17e, 82e et 101e ;
- et 6 divisions de Marines, de la 1re à la 6e.

### Army Air Forces
En ce qui concerne les Army Air Forces (AAF), alors dépendantes du commandement de l'Armée de terre, l’US Army Air Corps (USAAC) ou United States Army Air Forces rassemble à lui seul 58 000 avions et presque 3 millions d’hommes, répartis en 16 flottes aériennes sur l’ensemble du globe terrestre :
- 1st USAAF (USA, District Nord-Est)
- 2d USAAF (USA, District Nord-Ouest)
- 3rd USAAF (USA, District Sud-Est)
- 4th USAAF (USA, District Sud-Ouest)
- 5th USAAF (Australie et îles Salomon)
- 6th USAAF (Amérique centrale)
- 7th USAAF (Pacifique Est et îles Hawaii)
- 8th USAAF (Angleterre)
- 9th USAAF (Angleterre), ancienne 12e US Air Force
- 10th USAAF (Inde)
- 11th USAAF (Alaska et îles Aléoutiennes)
- 12th USAAF (Afrique du Nord → novembre 1943)
- 13th USAAF (Pacifique Sud-Ouest et Philippines)
- 14th USAAF (Chine et Birmanie)
- 15th USAAF (Afrique du Nord, Sicile et Italie)
- 20th USAAF (Pacifique central)

### Division d'infanterie

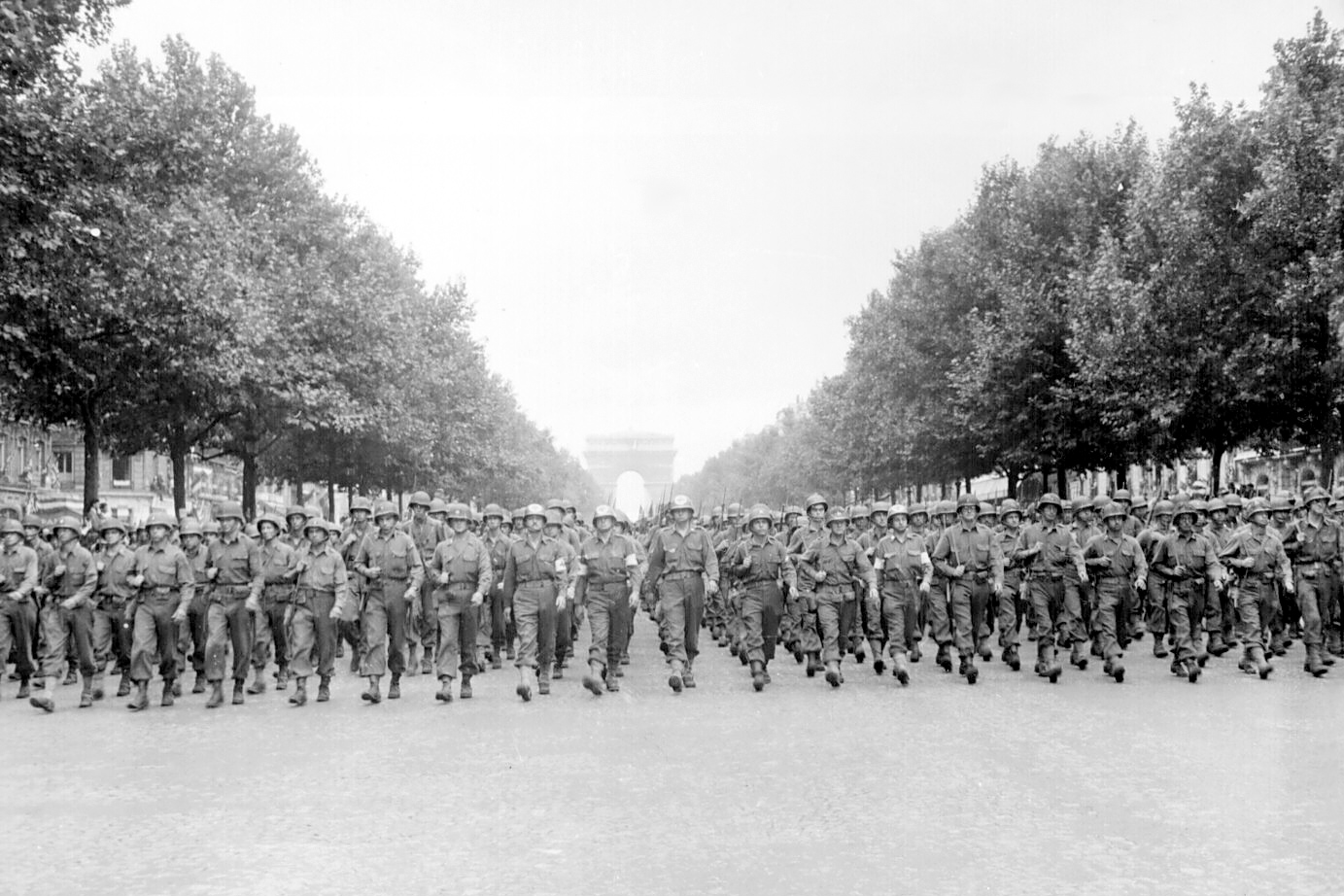
Défilé de la sur les Champs-Élysées après la libération de Paris.

À effectifs complets, une division d’infanterie US comprend 1 440 véhicules et 14 500 hommes et est constituée des unités suivantes :
- 3 régiments d’infanterie à 3 bataillons chacun
- 1 régiment d’artillerie de campagne à 3 bataillons, chacun étant affecté à un régiment d’infanterie (48 canons dans 4 batteries de 12 canons : 3 x 105 mm et 1 x 155 mm)
- un bataillon du génie
- un bataillon de police militaire
- une compagnie de transmission
- les services administratif, médicaux, d’entretien et de dépannage.

Un régiment d’infanterie compte 3 000 hommes répartis en 3 bataillons :
- 1er bataillon : compagnies A (Able), B (Baker), C (Charlie), D (Dog)
- 2e bataillon : compagnies E (Easy), F (Fox), G (George), H (How)
- 3e bataillon : compagnies I (Ike), K (King), L (Love), M (Mike)

Le nombre de fantassins par division est d'environ 4 000, le reste de l'effectif faisant de l'appui ou du soutien.
Les divisions d'infanterie US sont :
- 1re division d’infanterie (Maroc, Égypte, France, Allemagne)
- 2e division d’infanterie (France, Allemagne)
- 3e division d’infanterie (Maroc, Égypte, Italie, France)
- 4e division d’infanterie (France, Allemagne)
- 5e division d’infanterie (France, Allemagne)
- 6e division d’infanterie (Nouvelle-Guinée, Philippines)
- 7e division d’infanterie (Philippines, Okinawa)
- 8e division d’infanterie (France, Allemagne)
- 9e division d’infanterie (Maroc, Égypte, France, Allemagne)
- 10e division de montagne (Italie)
- 23e division d’infanterie dite Division Americal (Guadalcanal, Philippines)
- 24e division d’infanterie (Philippines)
- 25e division d’infanterie (Guadalcanal, Philippines)
- 26e division d’infanterie (France, Allemagne)
- 27e division d’infanterie (Mariannes, Okinawa)
- 28e division d’infanterie (France, Allemagne)
- 29e division d’infanterie (France, Allemagne)
- 30e division d’infanterie (France, Allemagne)
- 31e division d’infanterie (Nouvelle-Guinée, Philippines)
- 32e division d’infanterie (Nouvelle-Guinée, Philippines)
- 33e division d’infanterie (Nouvelle-Guinée, Philippines)
- 34e division d’infanterie (Maroc, Égypte, Italie, France)
- 35e division d’infanterie (France, Allemagne)
- 36e division d’infanterie (Maroc, Égypte, Italie, France)
- 37e division d’infanterie (Guadalcanal, Nouvelle-Géorgie, Philippines)
- 38e division d’infanterie (Nouvelle-Guinée, Philippines)
- 40e division d’infanterie (Guadalcanal, Nouvelle-Bretagne, Philippines)
- 41e division d’infanterie (Nouvelle-Guinée, Philippines)
- 42e division d’infanterie (France, Allemagne)
- 43e division d’infanterie (Nouvelle-Guinée, Philippines)
- 44e division d’infanterie (France, Allemagne)
- 45e division d’infanterie (Maroc, Égypte, Italie, France)
- 63e division d’infanterie (France, Allemagne)
- 65e division d’infanterie (France, Allemagne)
- 66e division d’infanterie (France, Allemagne)
- 69e division d’infanterie (France, Allemagne)
- 70e division d’infanterie (France, Allemagne)
- 71e division d’infanterie (France, Allemagne)
- 75e division d’infanterie (France, Allemagne)
- 76e division d’infanterie (France, Allemagne)
- 77e division d’infanterie (Mariannes, Philippines, Okinawa)

- 78e division d’infanterie (France, Allemagne)
- 79e division d’infanterie (France, Allemagne)
- 80e division d’infanterie (France, Allemagne)
- 81e division d’infanterie (Philippines)
- 83e division d’infanterie (France, Allemagne)
- 84e division d’infanterie (France, Allemagne)
- 85e division d’infanterie (Maroc, Égypte, Italie)
- 86e division d’infanterie (France, Allemagne)
- 87e division d’infanterie (France, Allemagne)
- 88e division d’infanterie (Maroc, Égypte, Italie)
- 89e division d’infanterie (France, Allemagne)
- 90e division d’infanterie (France, Allemagne)
- 91e division d’infanterie (Maroc, Égypte, Italie)
- 92e division d’infanterie (Italie)

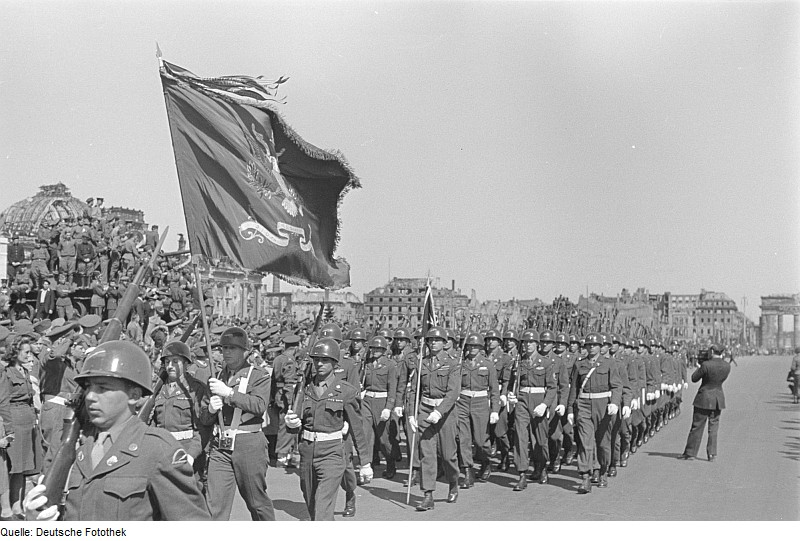
Défilé de la le 8 mai 1946 à Berlin pour l'anniversaire de la fin de la guerre en Europe signé le 8 mai 1945.

- 93e division d’infanterie (Guadalcanal, Nouvelle-Guinée)
- 94e division d’infanterie (France, Allemagne)
- 95e division d’infanterie (France, Allemagne)
- 96e division d’infanterie (Philippines, Okinawa)
- 97e division d’infanterie (France, Allemagne)
- 98e division d’infanterie (Hawaï, Japon 1945-47)
- 99e division d’infanterie (France, Allemagne)
- 100e division d’infanterie (France, Allemagne)
- 102e division d’infanterie (France, Allemagne)
- 103e division d’infanterie (France, Allemagne)
- 104e division d’infanterie (France, Allemagne)
- 106e division d’infanterie (France, Allemagne)

### Division de cavalerie
Assez similaire à la division d’infanterie, mais à la mobilité et aux effectifs accrus, en fonction des besoins du moment et des circonstances : 3 à 5 régiments de cavalerie. 14 000 à 18 600 hommes.
- 1re division de cavalerie (îles Amirautés, Philippines)
- 2e division de cavalerie (îles Amirautés, Maroc, Égypte)

### Division aéroportée

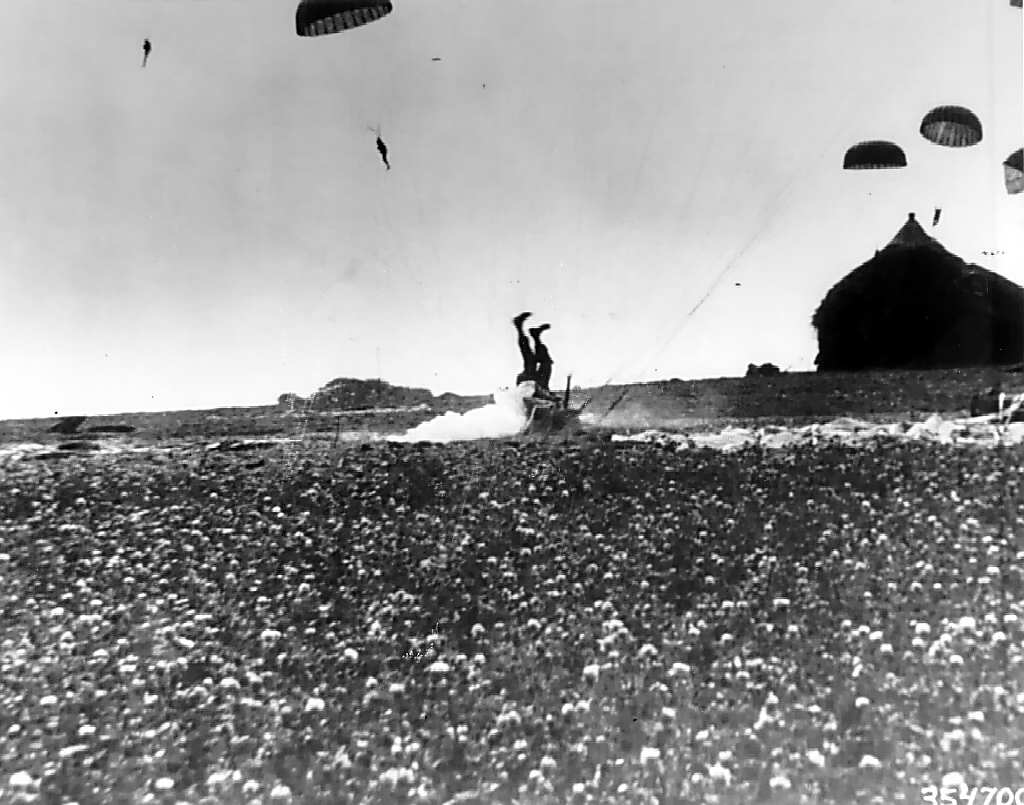
Largage des parachutistes de la 101st Airborne sur la Hollande le 24 septembre 1944.

La division aéroportée a une composition similaire à celle de la division d’infanterie et comprend 870 véhicules légers et 16 800 hommes.
Elle est constituée des unités suivantes :
- 3 régiments d’infanterie parachutiste (PIR),
- 1 régiment d’infanterie sur planeurs (GIR),
- 1 régiment d’artillerie sur planeurs,
- différents services communs : police, dépannage, administratif…

En réalité, sur le terrain, seules les 82e et 101e divisions atteindront ces effectifs complets.
La composition d’un régiment d’infanterie parachutiste était, en théorie, à peu près identique à celle d’un régiment d’infanterie et comprenait 3 000 hommes répartis dans 3 bataillons constitués chacun de 4 compagnies :
- 1er bataillon : compagnies HQ, A (Able), B (Baker) et C (Charlie)
- 2e bataillon : compagnies HQ, D (Dog), E (Easy) et F (Fox)
- 3e bataillon : compagnies HQ, G (George), H (How) et I (Item)

Les divisions aéroportées US de la Seconde Guerre mondiale sont :
- 11e division aéroportée (Nouvelle-Guinée, Philippines)
- 13e division aéroportée (États-Unis, Japon 1945-47)
- 17e division aéroportée (Nord de la France, Allemagne)
- 82e division aéroportée (Sicile, Normandie, Pays-Bas)
- 101e division aéroportée (Normandie, Pays-Bas)

### Division blindée

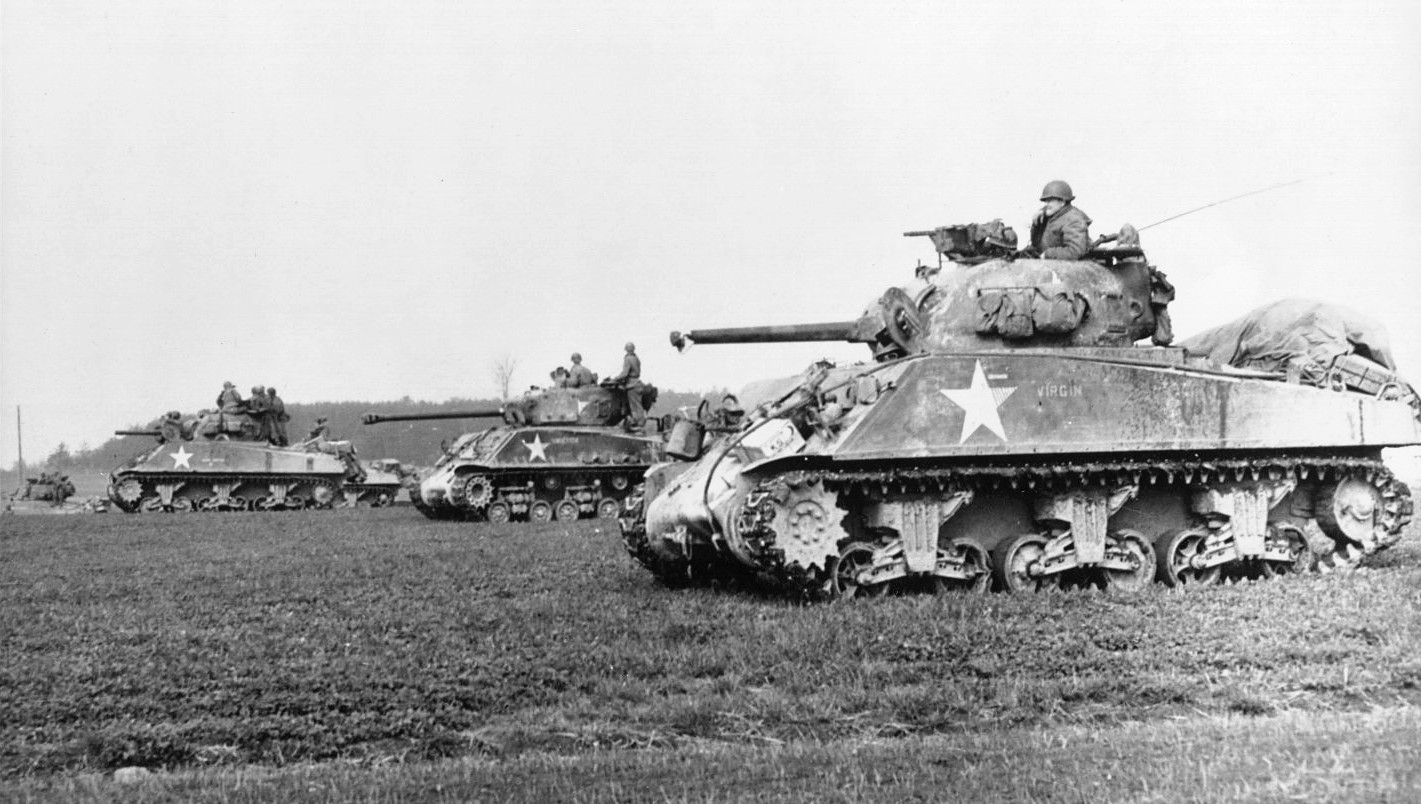
M4 Sherman en Europe.

Surnommée le « charodrome » par le général George C. Marshall, car contrairement à ses homologues européens, elle est totalement mécanisée et autosuffisante. 1 100 véhicules et 10 800 hommes. 3 bataillons de chars, 3 bataillons d’infanterie blindés, 4 bataillons d’artillerie motorisée, etc.
Chaque bataillon de chars comprend 68 engins, 17 escadrons à 4 blindés (3 de tanks moyen M4 Sherman, 1 de chars légers M24 Chaffee).
Soit un total de 204 blindés (153 Sherman et 51 Chaffee).
L’organisation diffère quelque peu des autres types de division : une division blindée est elle-même divisée en 3 « Combat Command » ; ceux-ci sont une « mini-division blindée » en quelque sorte (1 bataillon de chars, 1 bataillon d’infanterie mécanisée, 1 bataillon d’artillerie motorisée).
Les Combat Command sont, à l’image de la division blindée, en principe autonomes. Selon les besoins du moment, ils peuvent être intégrés dans une division d’infanterie, en soutien.
- 1re division blindée (Maroc, Égypte, Italie)
- 2e division blindée (Maroc, Égypte, France, Allemagne)
- 3e division blindée (France, Allemagne)
- 4e division blindée (France, Allemagne)
- 5e division blindée (France, Allemagne)
- 6e division blindée (France, Allemagne)
- 7e division blindée (France, Allemagne)
- 8e division blindée (France, Allemagne)
- 9e division blindée (France, Allemagne)
- 10e division blindée (France, Allemagne)
- 11e division blindée (France, Allemagne)
- 12e division blindée (France, Allemagne)
- 13e division blindée (France, Allemagne)
- 14e division blindée (France, Allemagne)
- 16e division blindée (France, Allemagne)
- 20e division blindée (France, Allemagne)

### Artillerie anti-aérienne

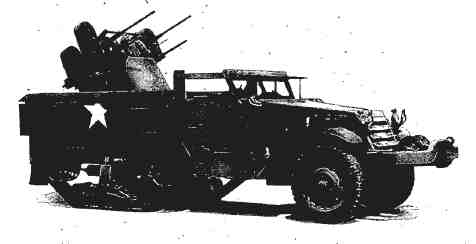
Un M45 Quadmount monté sur un Halftrack. Ce montage de 4 Browning M2 a plus servi pour la lutte contre l'infanterie ennemie que contre l'aviation.

Le 30 septembre 1942, il a été proposé que 811 bataillons d'artillerie anti-aérienne soient organisés avec un effectif total de 619 000 hommes. Les régiments de DCA furent réorganisés en bataillons en 1943.
Cependant, cette accumulation massive d'unités de DCA est devenue largement redondante lorsque l'Army Air Corps a arraché la supériorité aérienne à la Luftwaffe entre 1943 et 1944. Un total de 258 bataillons ont été désactivés ou dissous entre le 1er janvier 1944 et le 8 mai 1945. Néanmoins, la lutte antiaérienne demeura un élément important de l'armée et a participé entre autres à la lutte contre les bombardements de V1 à Anvers. Le 31 décembre 1944, il y avait encore un total de 347 bataillons de DCA comptant 257 000 hommes.
Chaque bataillon disposait de 4 batteries de tir. Chaque batterie disposait en règle générale de 8 canons antiaériens de calibre 37 ou 40 mm et de 8 mitrailleuses de calibre .50 BMG. Les bataillons disposant de canons de 90 mm disposaient de quatre canons par batterie ainsi que de mitrailleuses calibre 50.

### Anecdotes

Affiche de recrutement pour le WAC.

- Environ 150 000 femmes servirent entre 1942 et 1945 dans le Women's Army Corps.
- Plus de 10 000 aumôniers militaires servirent les rangs des forces armées des États-Unis durant ce conflit[35].
- Environ 120 000 femmes étrangères épousées par des militaires américains durant cette guerre furent ramenées aux États-Unis[36].